# ゴヤ美術館
ゴヤ美術館（ゴヤびじゅつかん、仏: Musée Goya, 英: Goya Museum）は、フランス、タルヌ県カストルにある美術館である。1840年設立。館名はスペインの画家フランシスコ・デ・ゴヤにちなんで命名された。フランス国内ではルーヴル美術館に次ぐスペイン絵画のコレクションを収蔵することで知られる。

## 歴史

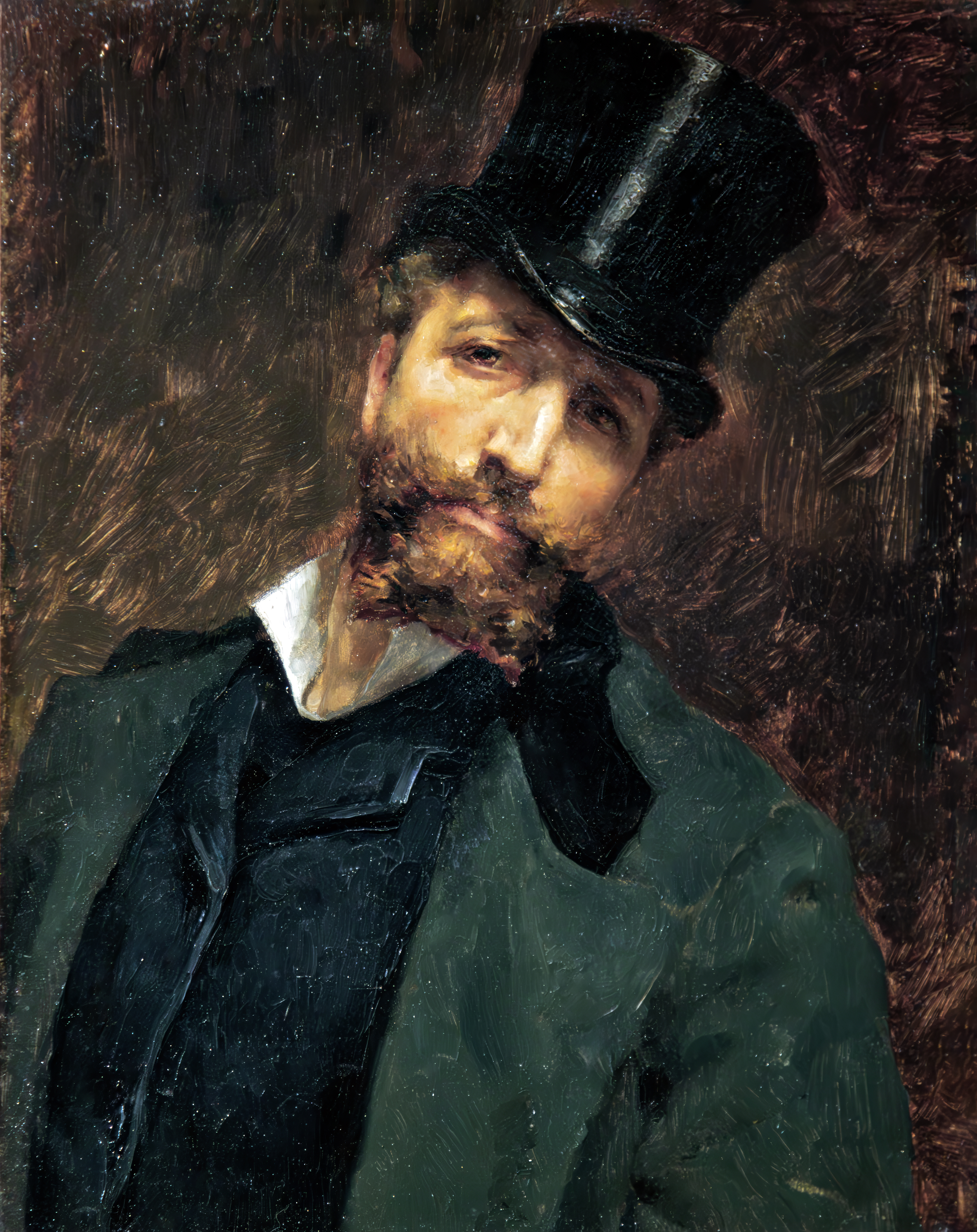
コレクションを遺贈したマルセル・ブリギブールの『自画像』。ゴヤ美術館所蔵。

ゴヤ美術館がある建築物はもともとカストル司教宮殿であった。この宮殿を設計したのはヴェルサイユの建築家ジュール・アルドゥアン＝マンサールで、1665年に建設が始まり1673年に完成した。フランス革命中にカストル司教区が廃止されると、宮殿は1794年にカストル市に売却された。建物には市庁舎が置かれ、1840年にその2階に現在の美術館の前身であるカストル美術館（Musée de Castres）が開設された。当時、美術館の展示室は1つしかなく、展示された絵画は市が所有する9点のみであった。美術館は寄付や寄贈を募って1887年に最初の拡張工事を行い、展示室は3部屋に増加した。
美術館は当初、フランス絵画の充実を目指していたが、のちにスペイン美術の収集を優先するようになった。これは画家マルセル・ブリギブールのコレクションの寄贈が契機となった。1894年、画家の息子ピエール・ブリギブール（Pierre Briguiboul）は父マルセルがマドリードで購入したゴヤの3点の絵画『王立フィリピン会社の総会』（ La Asamblea general de la Real Compañía de Filipinas）、『フランシスコ・デル・マーソの肖像』（Portrait de Francisco del Mazo）、『眼鏡をかけた自画像』（Autorretrato con gafas）をはじめとする80点近くの絵画コレクションを遺贈した。これにより最初のスペイン絵画が美術館のコレクションに加わった。1947年、当時美術館のキュレーターであったガストン・プーラン（Gaston Poulain）は、収蔵されているコレクションがスペイン美術に特化していることに注目し、スペインの画家フランシスコ・デ・ゴヤにちなんでゴヤ美術館と改名した。さらに1949年にルーヴル美術館からの寄託でディエゴ・ベラスケスの『狩猟服姿のフェリペ4世』（Felipe IV cazador）とバルトロメ・エステバン・ムリーリョの『聖母子』（La Virgen y el Niño）を入手した。2013年には新たにエル・グレコの工房で制作された3作品が寄託された。

2020年7月から2023年4月15日にかけて、美術館の大規模な改修プロジェクトが実施された。このプロジェクトによって屋根とファサードを含む建物全体が改修されたほか、内部空間が再開発され、展示室が拡張された。さらに照明とアクセシビリティの向上が目指された。またルーヴル美術館との提携関係はさらに進められた。現時点で絵画を中心とする約30点の作品がルーヴル美術館からゴヤ美術館に寄託されている。

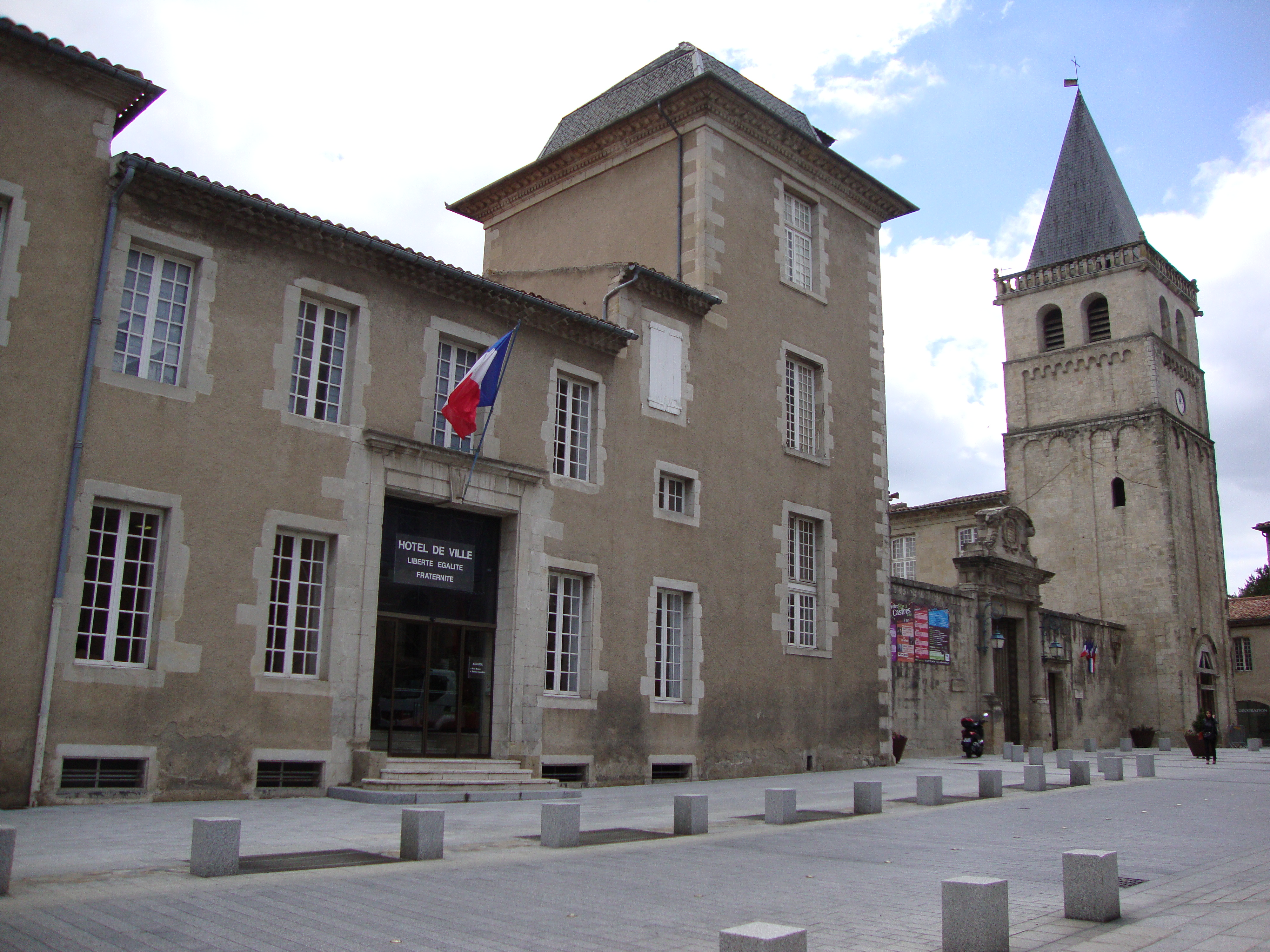
市庁舎と右側に美術館の門、聖ベネディクトゥスの塔
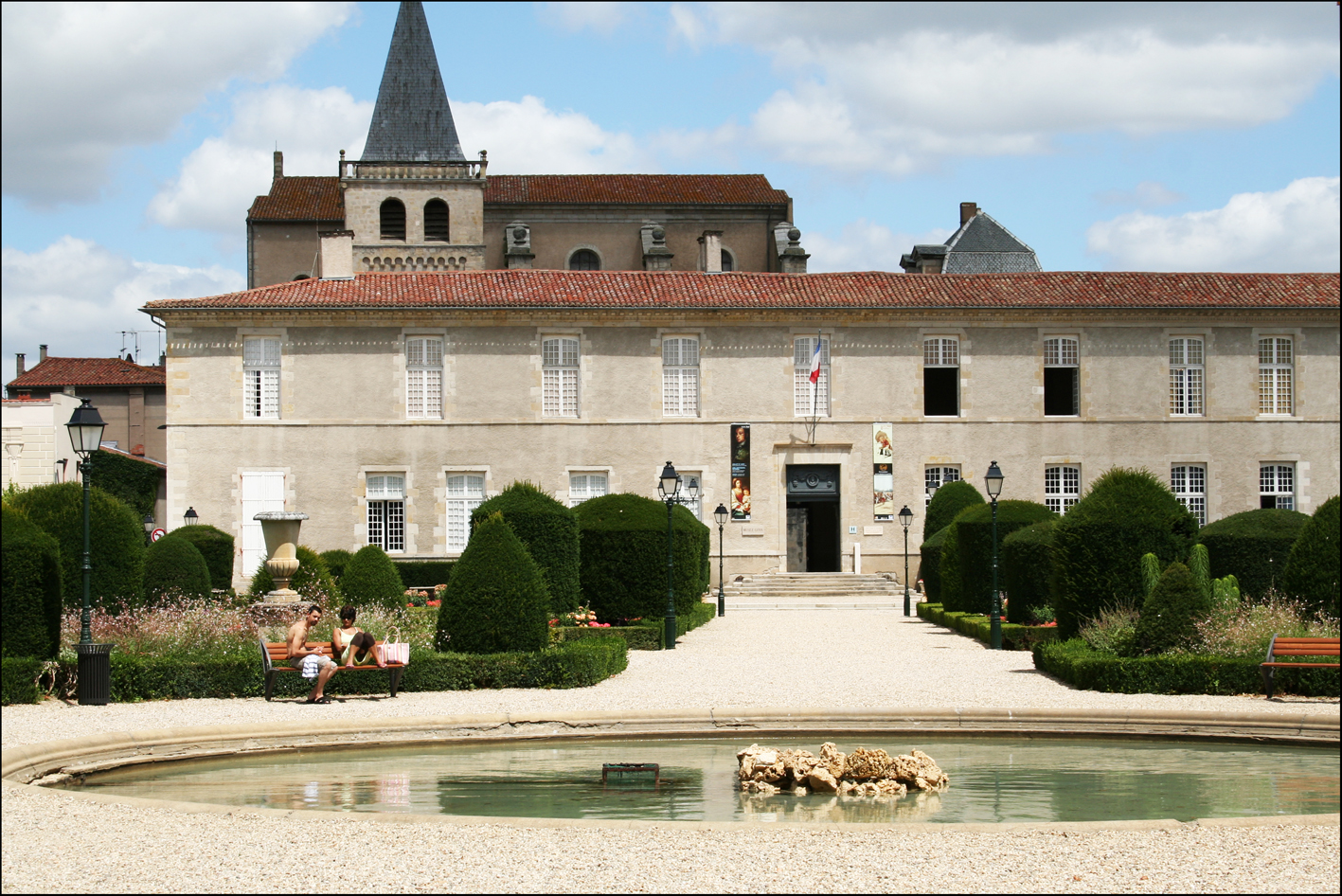
ゴヤ美術館と宮殿の庭園
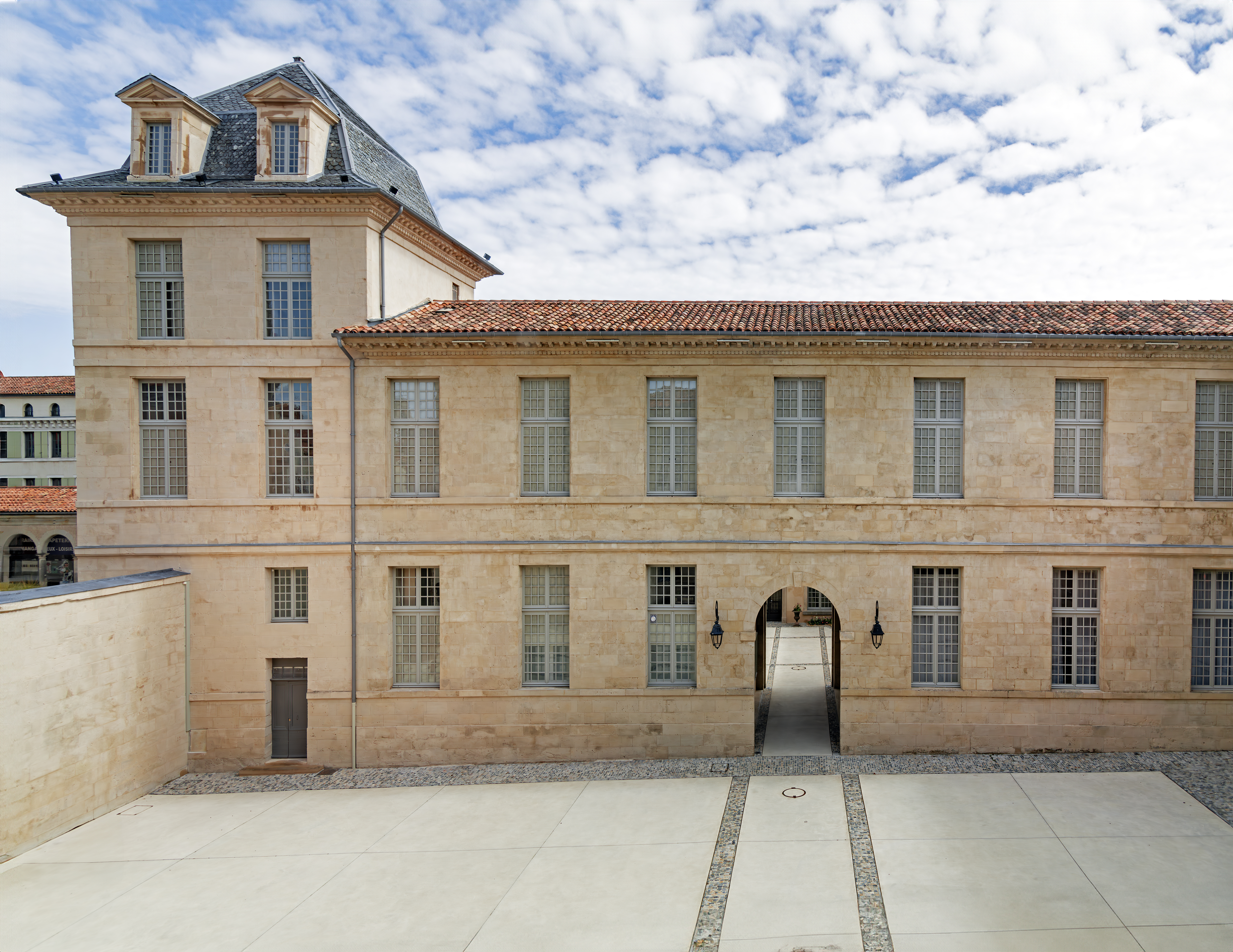
司教宮殿の中庭
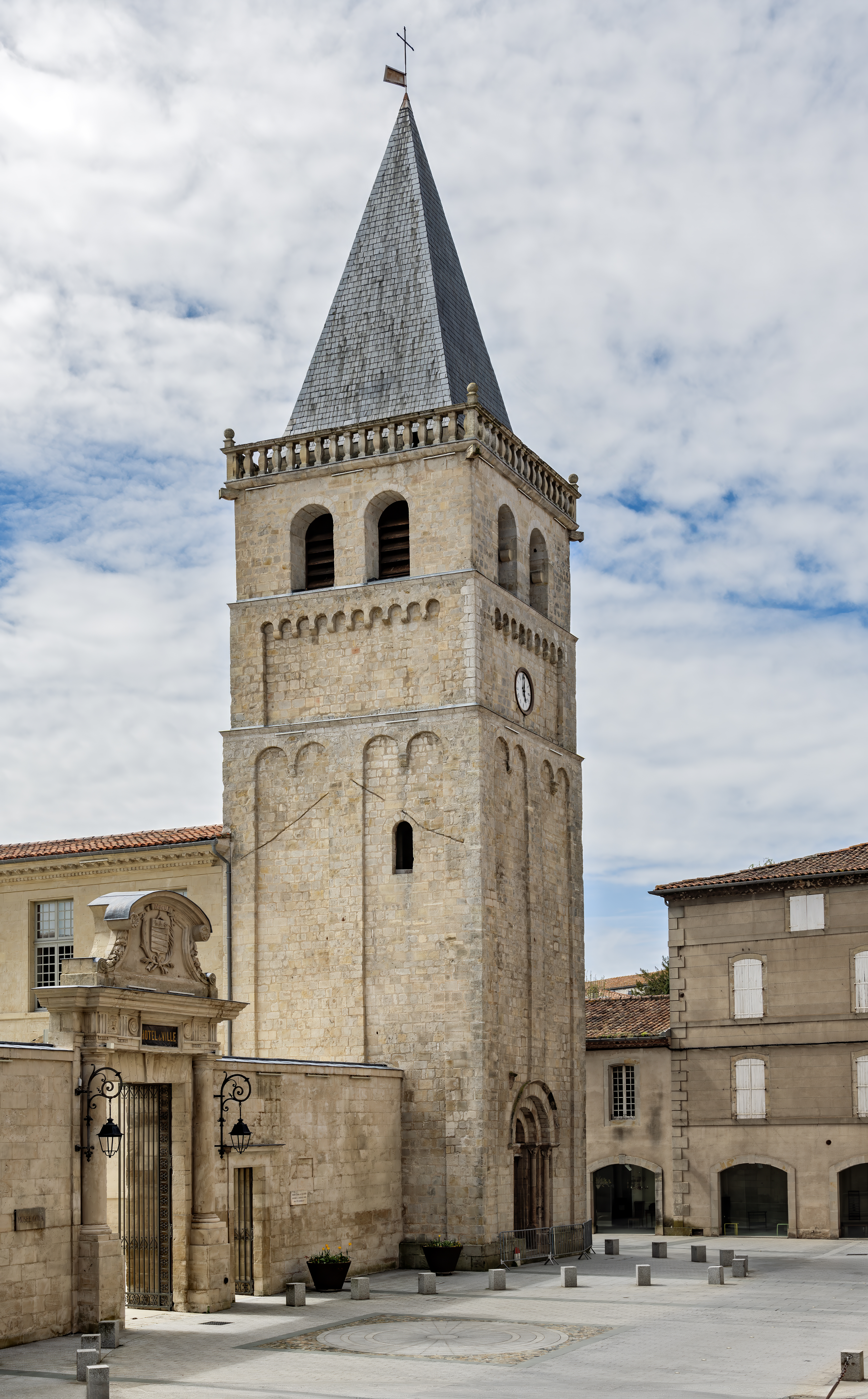
美術館の門と聖ベネディクトゥスの塔
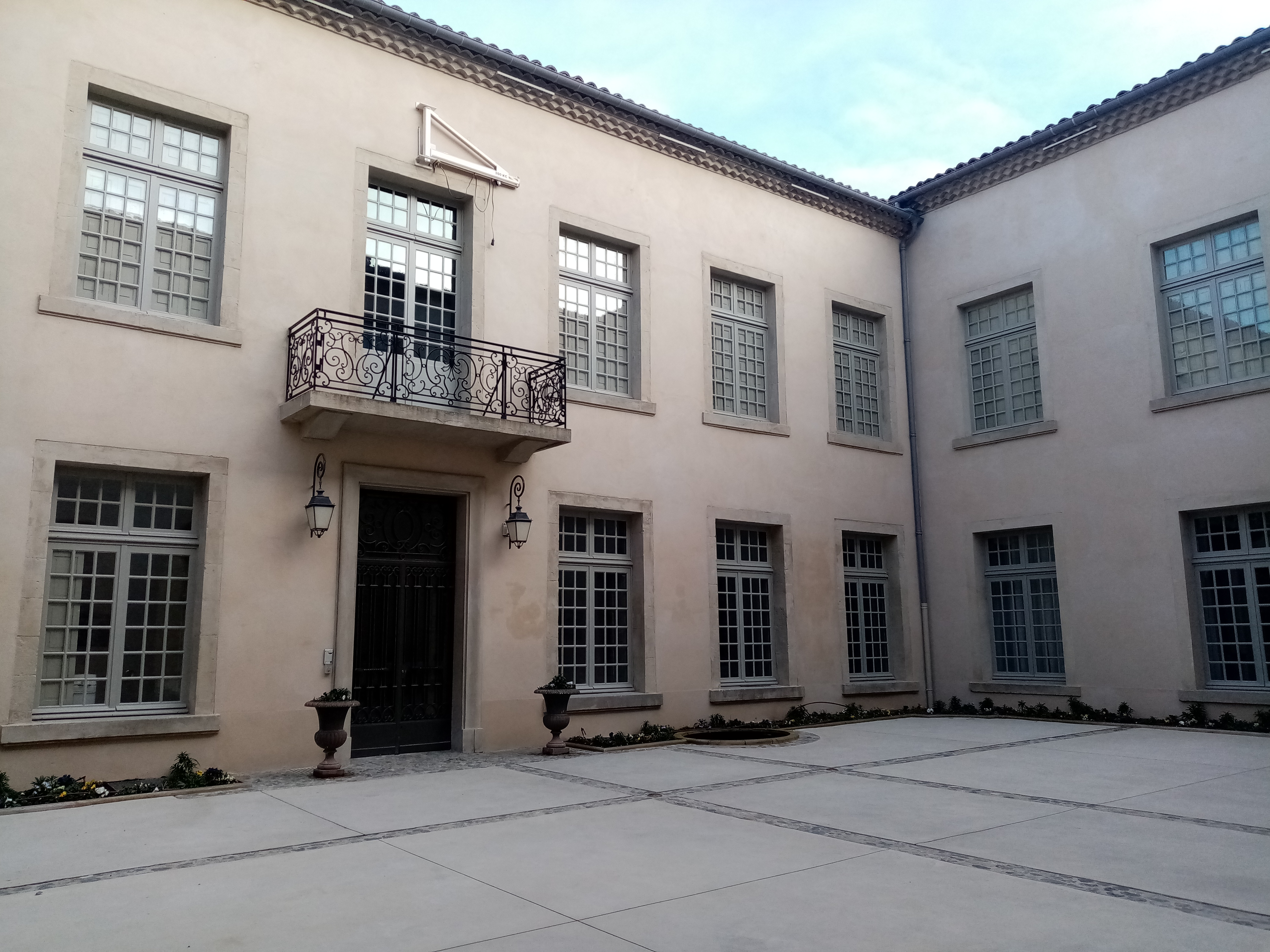
中庭と扉口上の小さなバルコニー
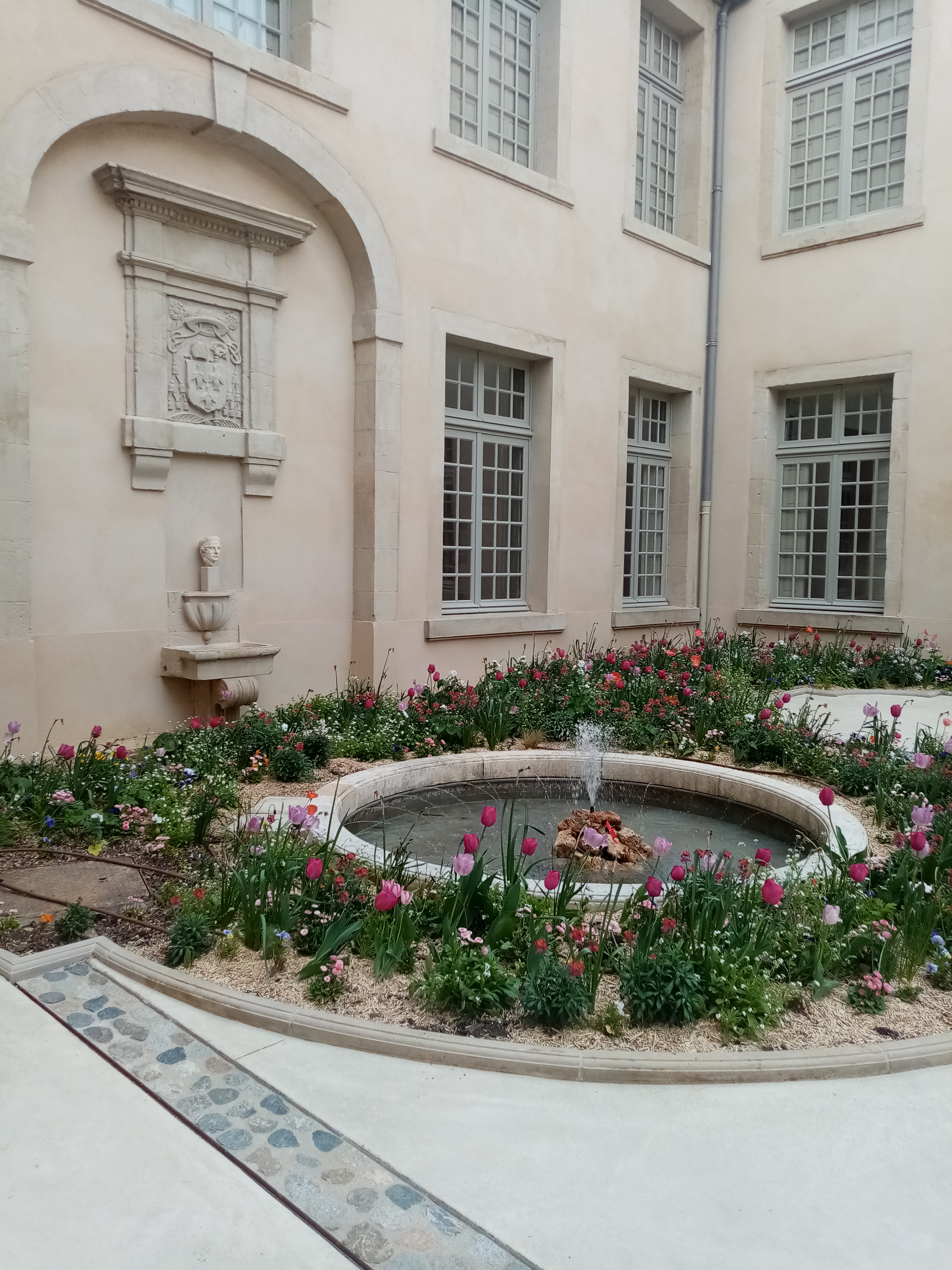
中庭の噴水
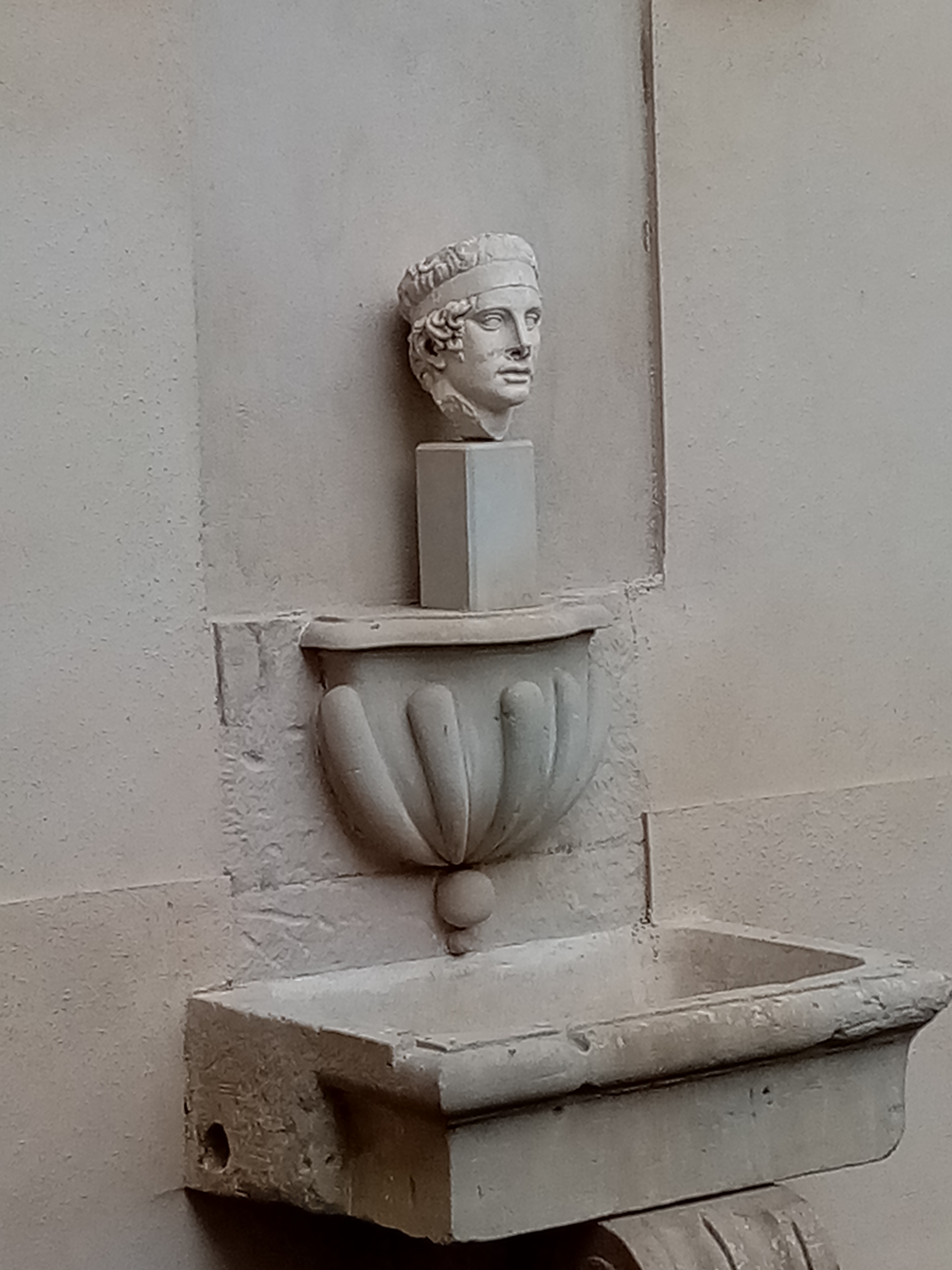
噴水のディテール
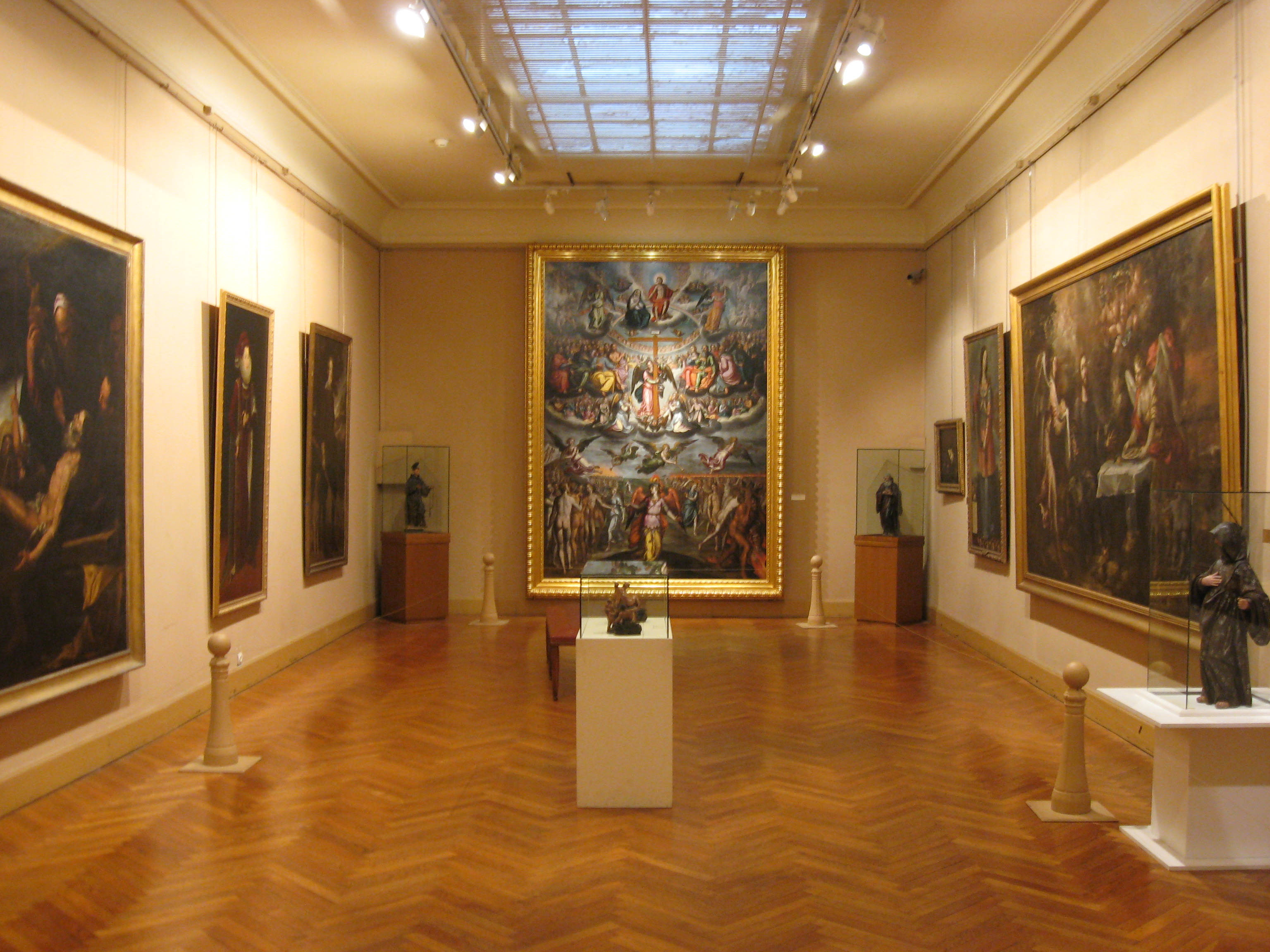
展示風景
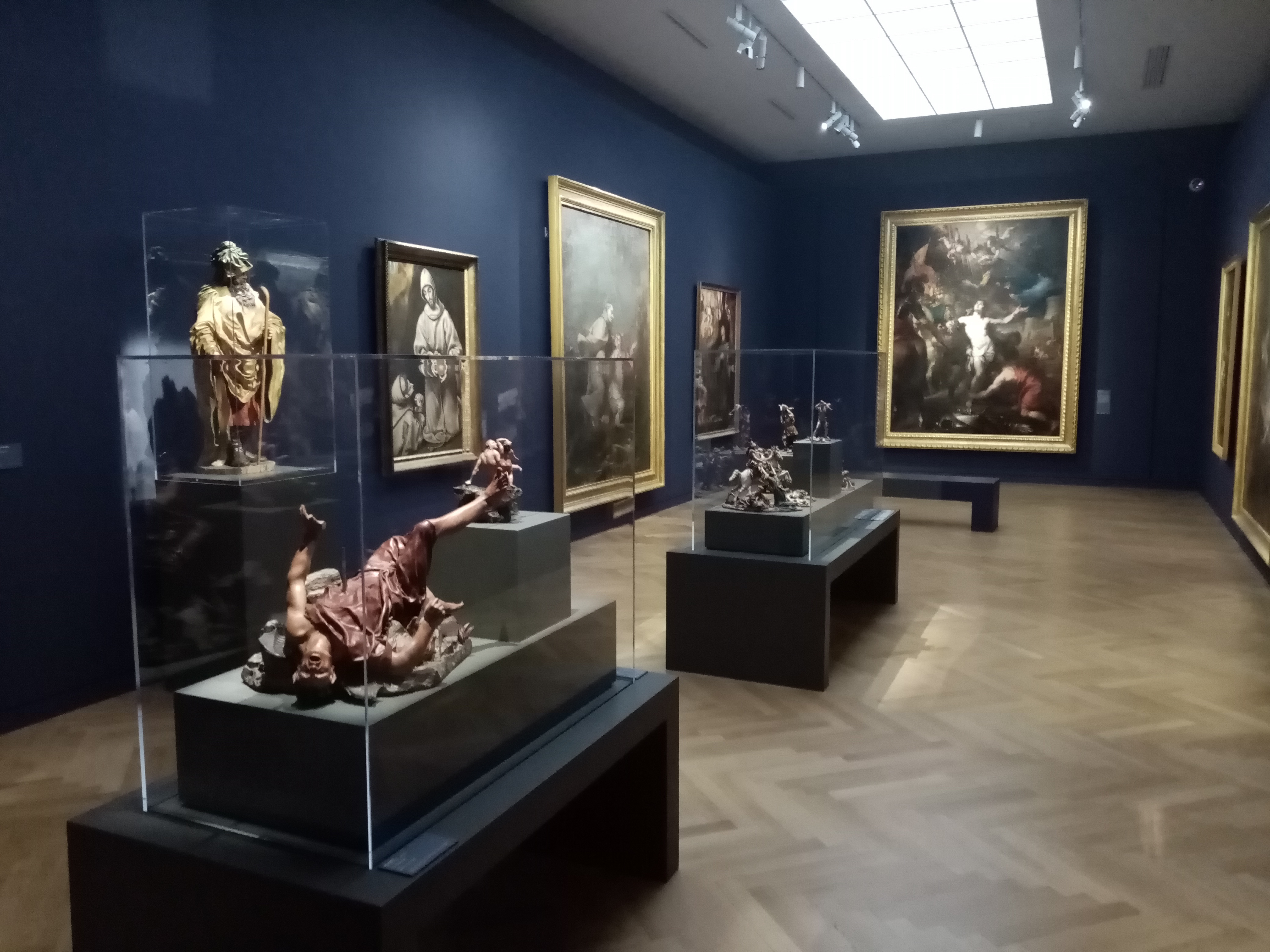
展示風景
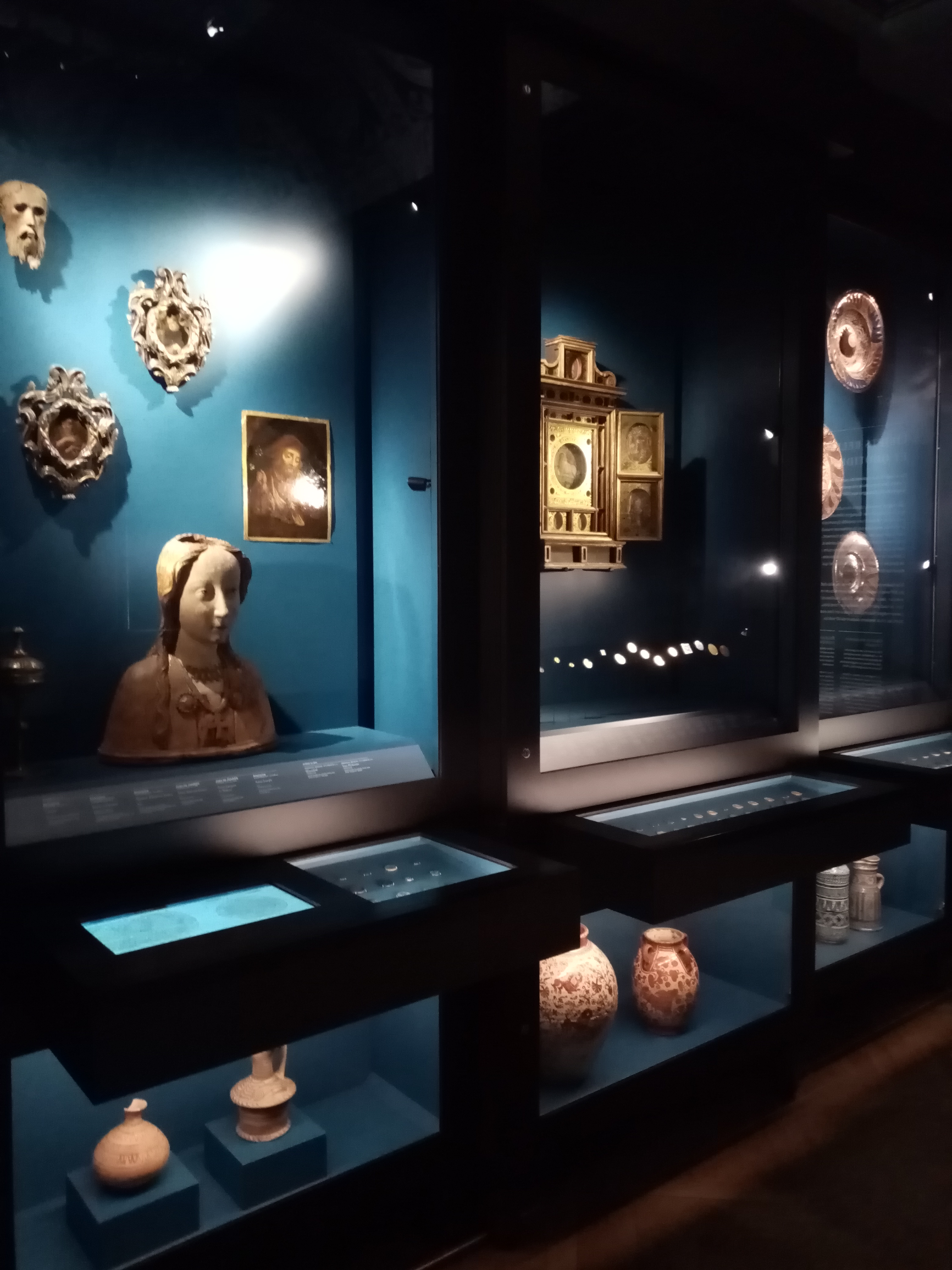
展示風景

## 収蔵品
ゴヤ美術館は約200点のスペイン絵画、130点以上のスペイン彫刻、約1000点のスペインの版画やリトグラフ、約500点のフランス絵画、80点以上のスペインのアンティークコイン、600点以上の武器コレクションを含む、約5000点の所蔵品を有している。

### スペイン美術
スペイン絵画のコレクションは初期ルネサンスから20世紀におよび、フランス国内ではルーヴル美術館に次ぐ規模を誇っている。特に注目されるのは美術館の6つの展示室を占めているスペイン黄金時代の絵画作品で、エル・グレコ、フランシスコ・パチェーコ、ディエゴ・ベラスケス、ホセ・デ・リベーラ、フランシスコ・デ・スルバラン、バルトロメ・エステバン・ムリーリョ、アロンソ・カーノ、クラウディオ・コエーリョ、ルカ・ジョルダーノといった画家の作品を所蔵している。こうしたスペイン絵画を収集する契機となったのはマルセル・ブリギブールのコレクションである。これはゴヤの3作品やフェデリコ・デ・マドラーソの肖像画を中心に構成されていた。
グラフィックアートではゴヤの4大版画集《ロス・カプリーチョス》（Los Caprichos）、《戦争の惨禍》（Los desastres de la guerra）、《闘牛技》（La Tauromaquia）、《妄》（Los disparates）を含む約500点の版画を所有している。

### フランス美術
フランス絵画は大きく2つのグループに分類できる。1つは美術館開設当初から徐々に収蔵品を増やしていった古い作品群で、テオドール・カリュエル・ダリニー、アドルフ・アッピアン、ジャック・クルトワ、イジドール・ダニャンなどの画家の作品が含まれる。もう1つは美術館がスペイン美術の収集を優先するようになった以降に収集された作品群で、スペインへの関心がうかがえるアドリアン・ドーザ、レオン・ボナ、ウジェーヌ・ジロー、アルフレッド・デオダンク、ギュスターヴ・ドレといった19世紀のフランス人画家の作品を中心としている。

## ギャラリー

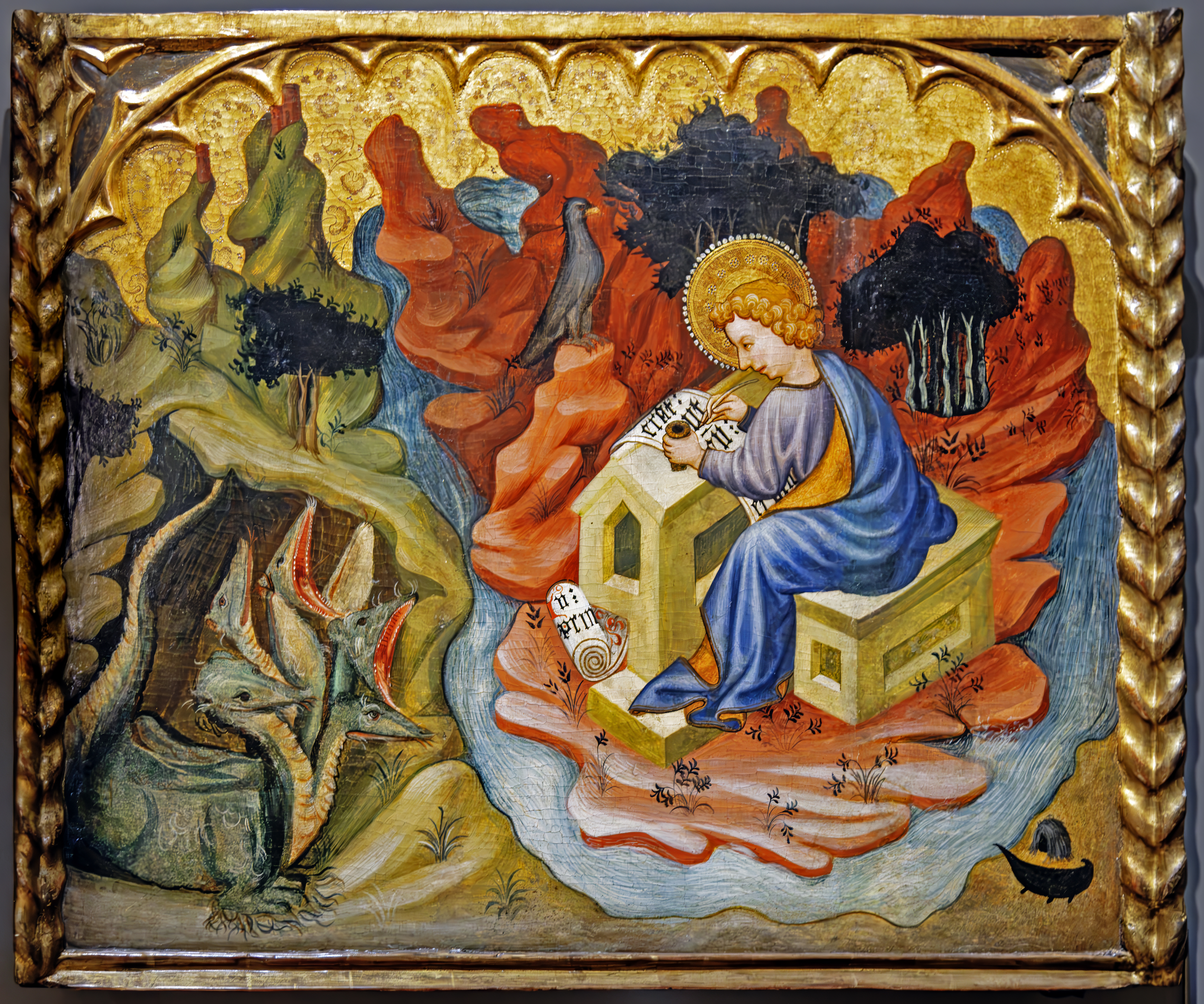
フアン・メイツ（スペイン語版）『パトモス島の福音伝道者聖ヨハネ』1410年頃
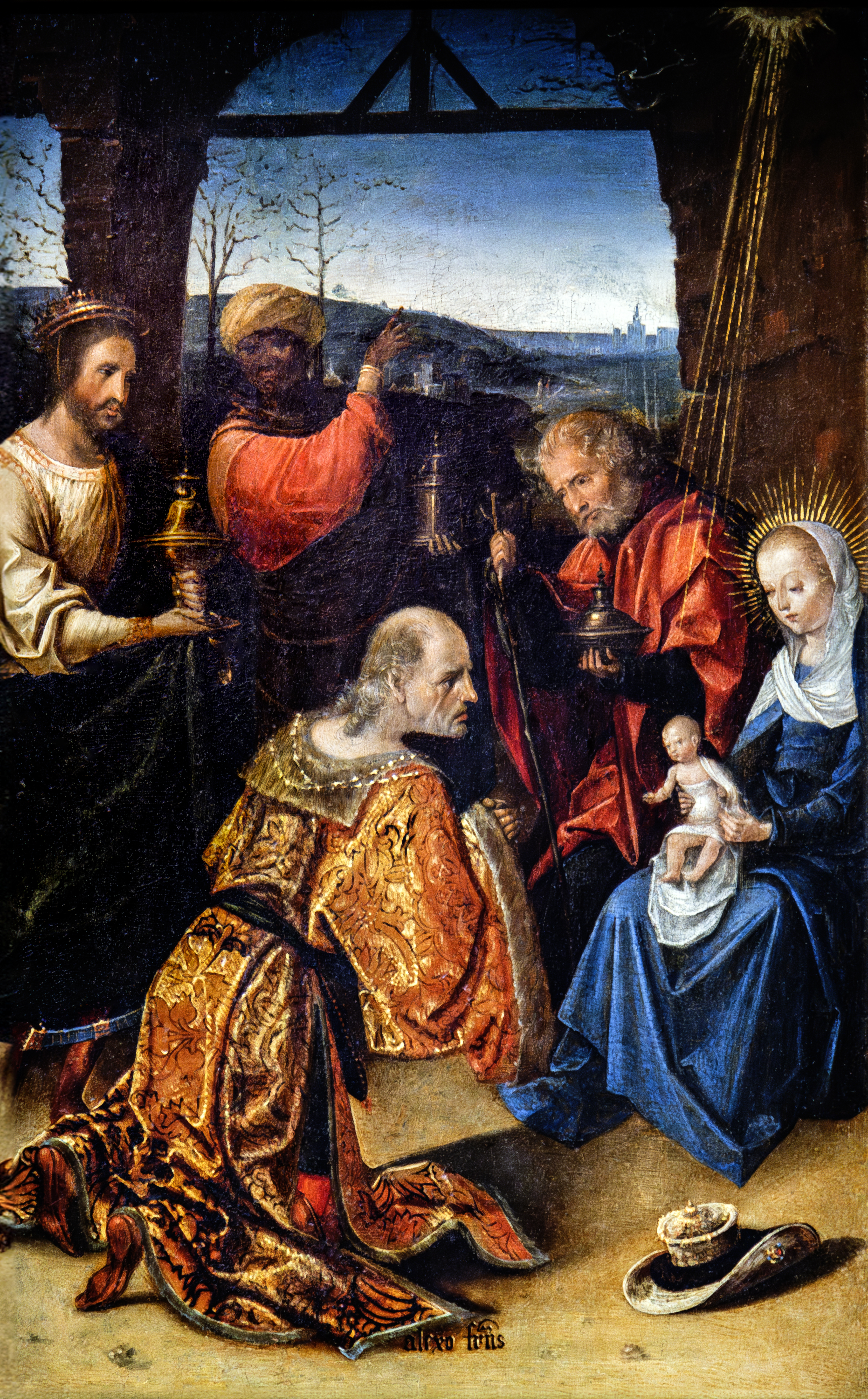
アレホ・フェルナンデス『東方三博士の礼拝』16世紀
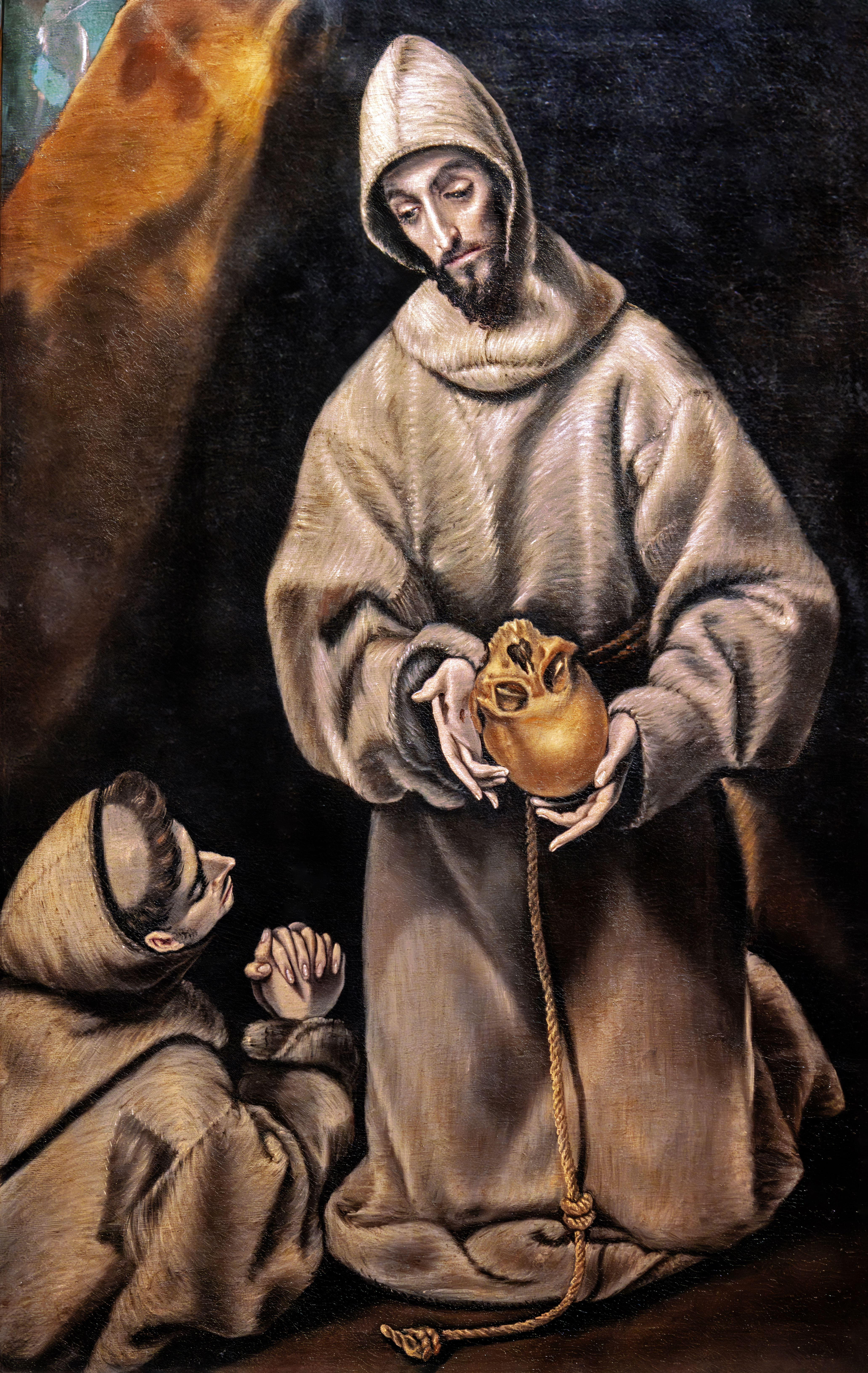
エル・グレコ『死について瞑想するアッシジの聖フランチェスコと修道士レオ』1600年から1625年の間
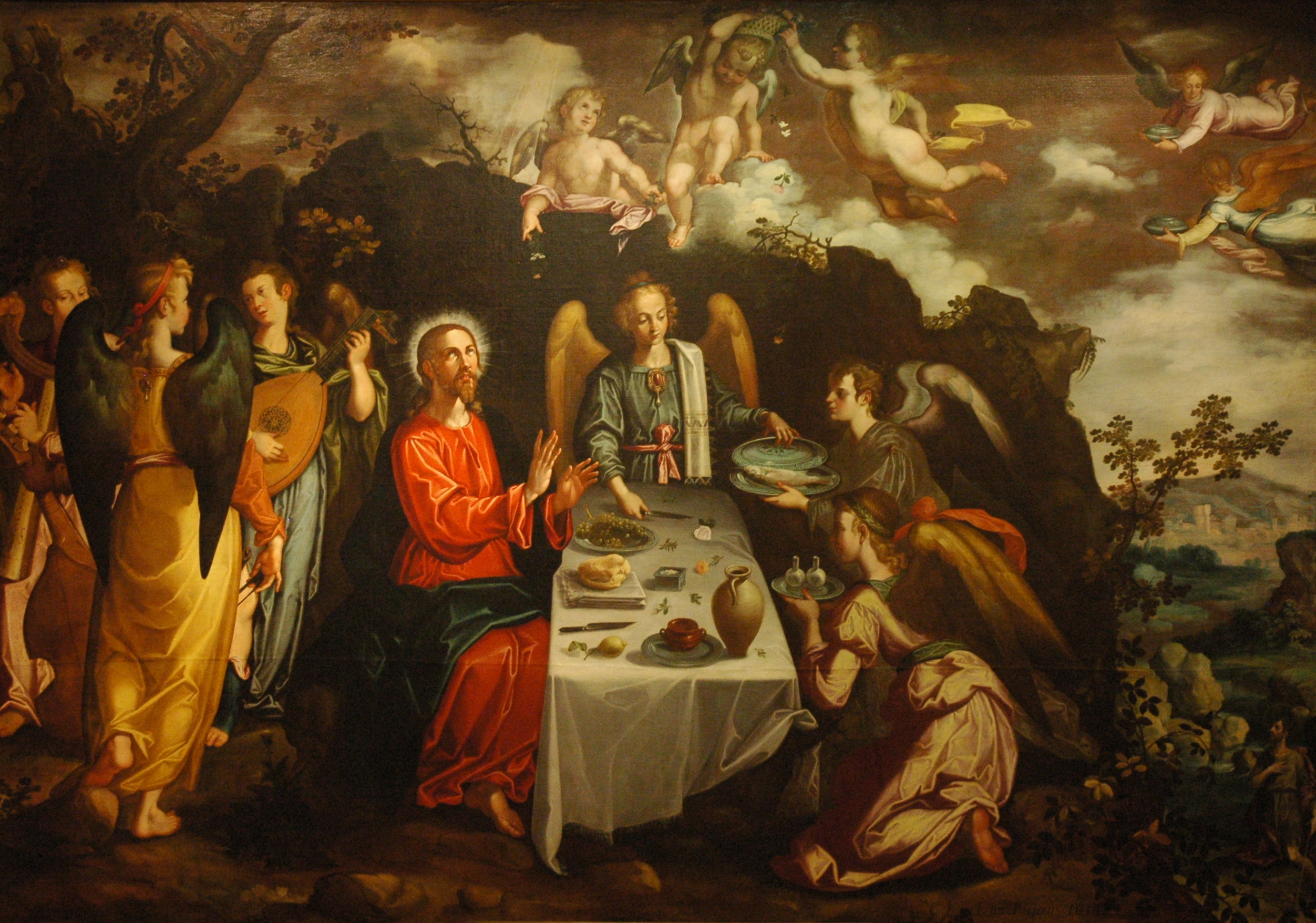
フランシスコ・パチェーコ『砂漠で天使たちに奉仕されたキリスト』1616年
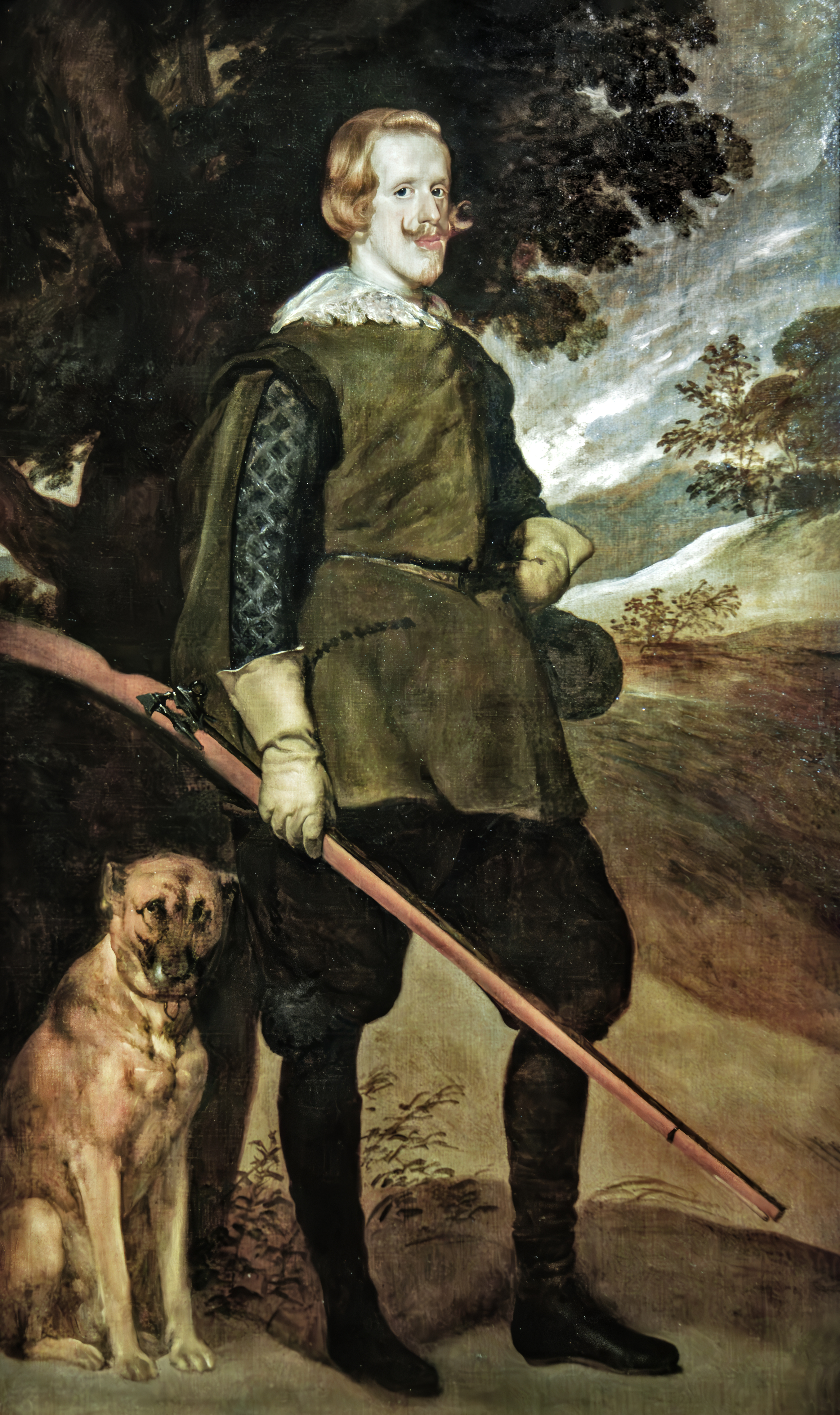
ディエゴ・ベラスケス『狩猟服姿のフェリペ4世』1632年
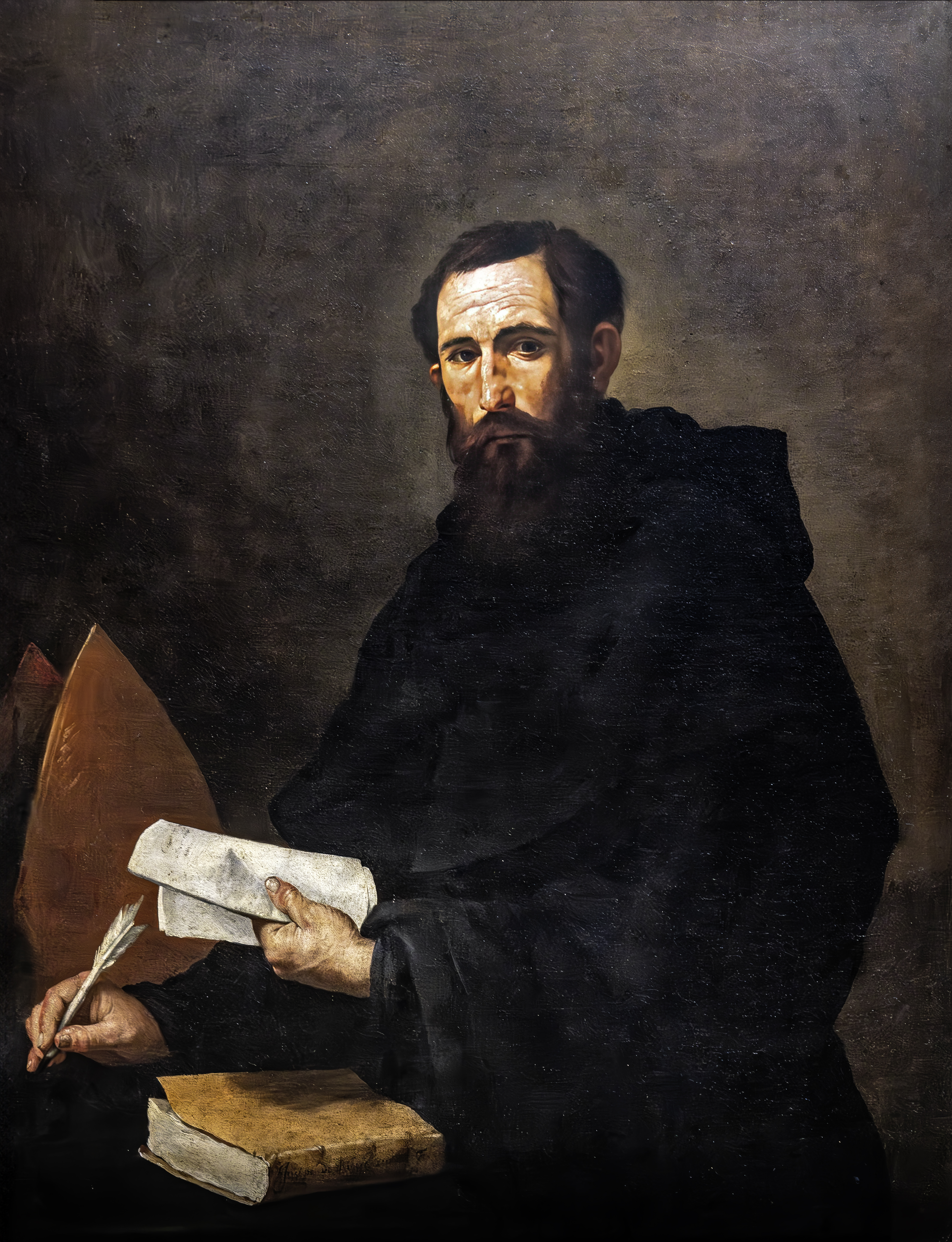
ホセ・デ・リベーラ『聖アウグスティヌス』1636年
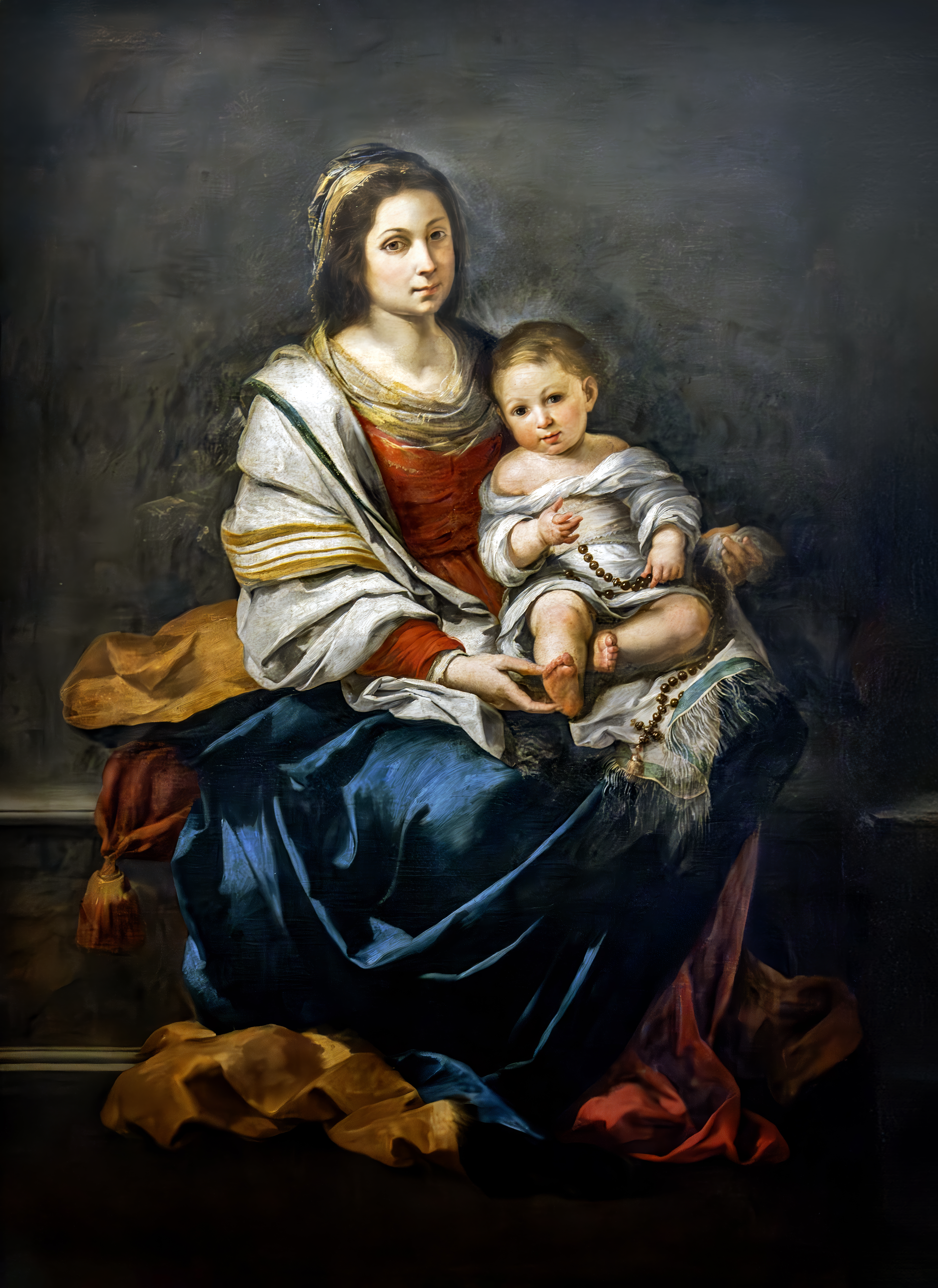
バルトロメ・エステバン・ムリーリョ『聖母子』1650年頃
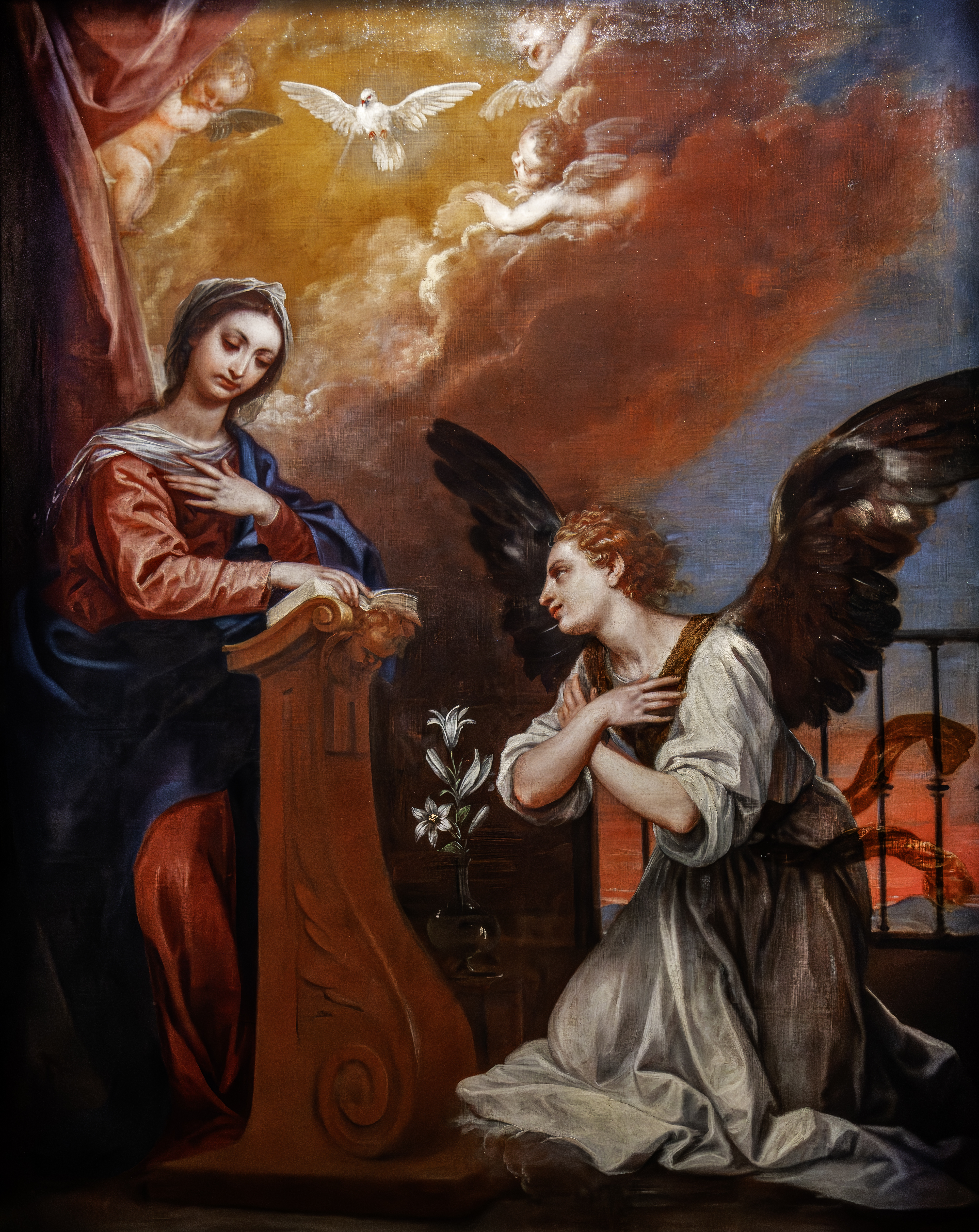
アロンソ・カーノ『受胎告知』1655年頃
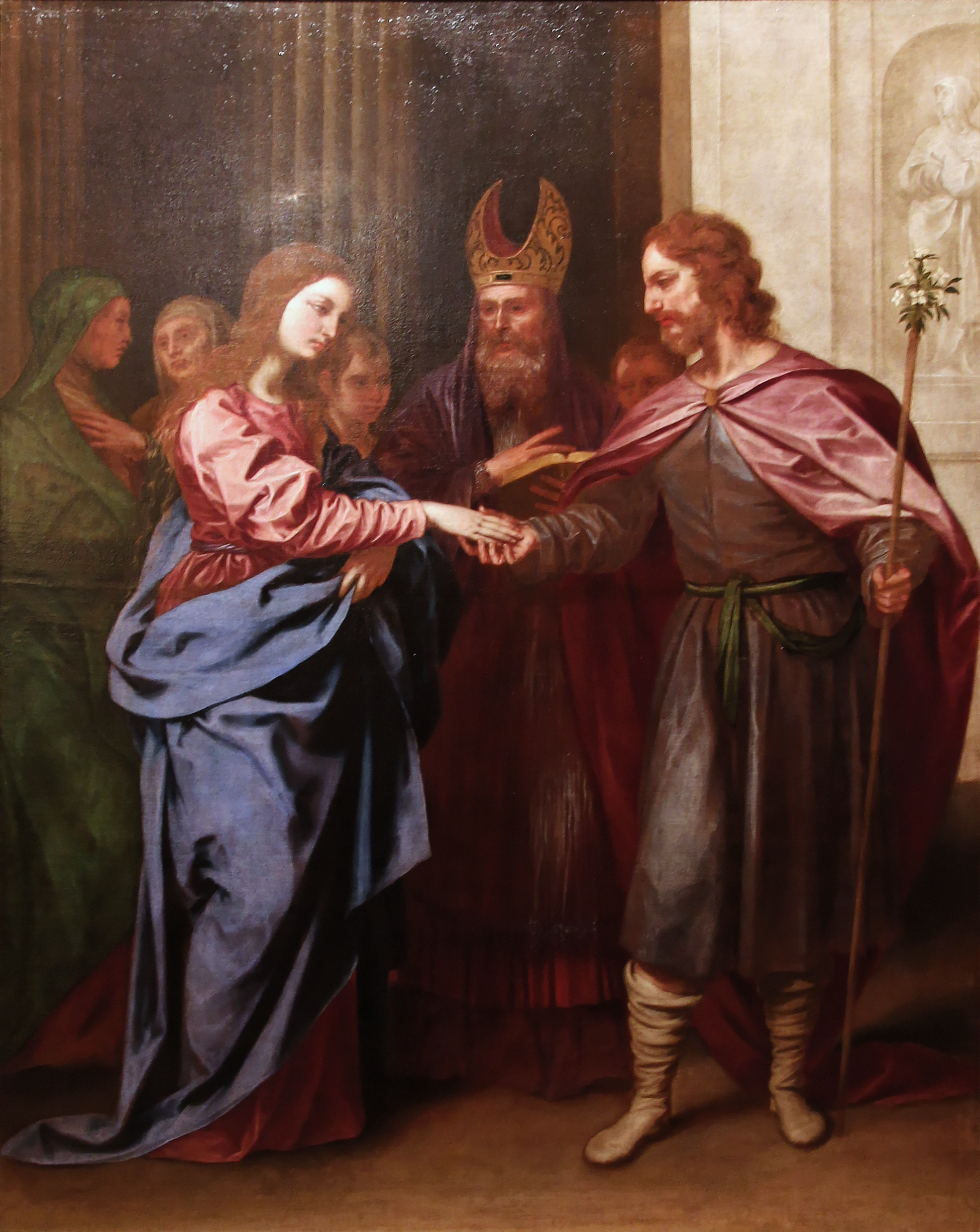
アロンソ・カーノ『聖母の結婚』1655年頃
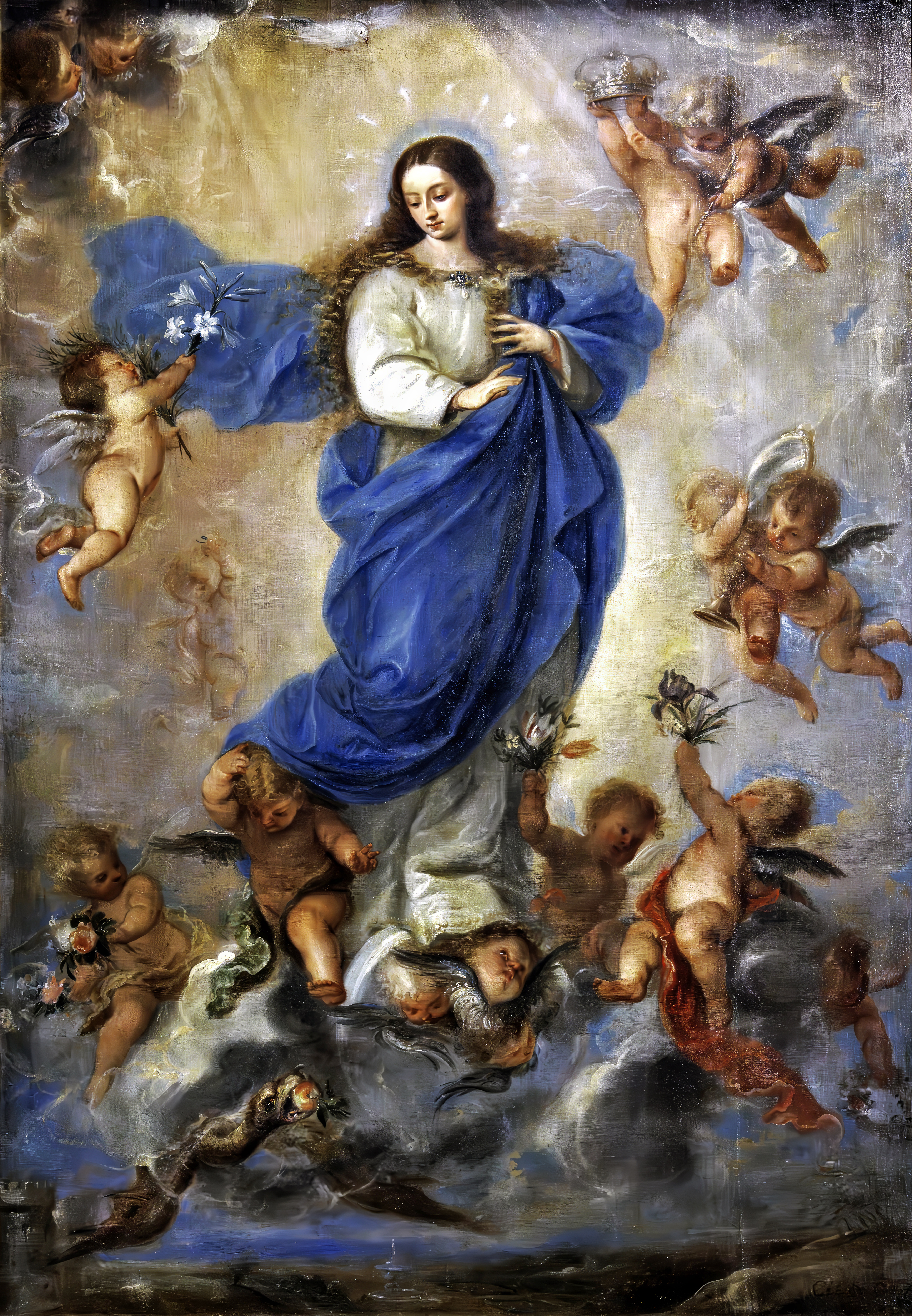
クラウディオ・コエーリョ（英語版）『無原罪の御宿り』1676年
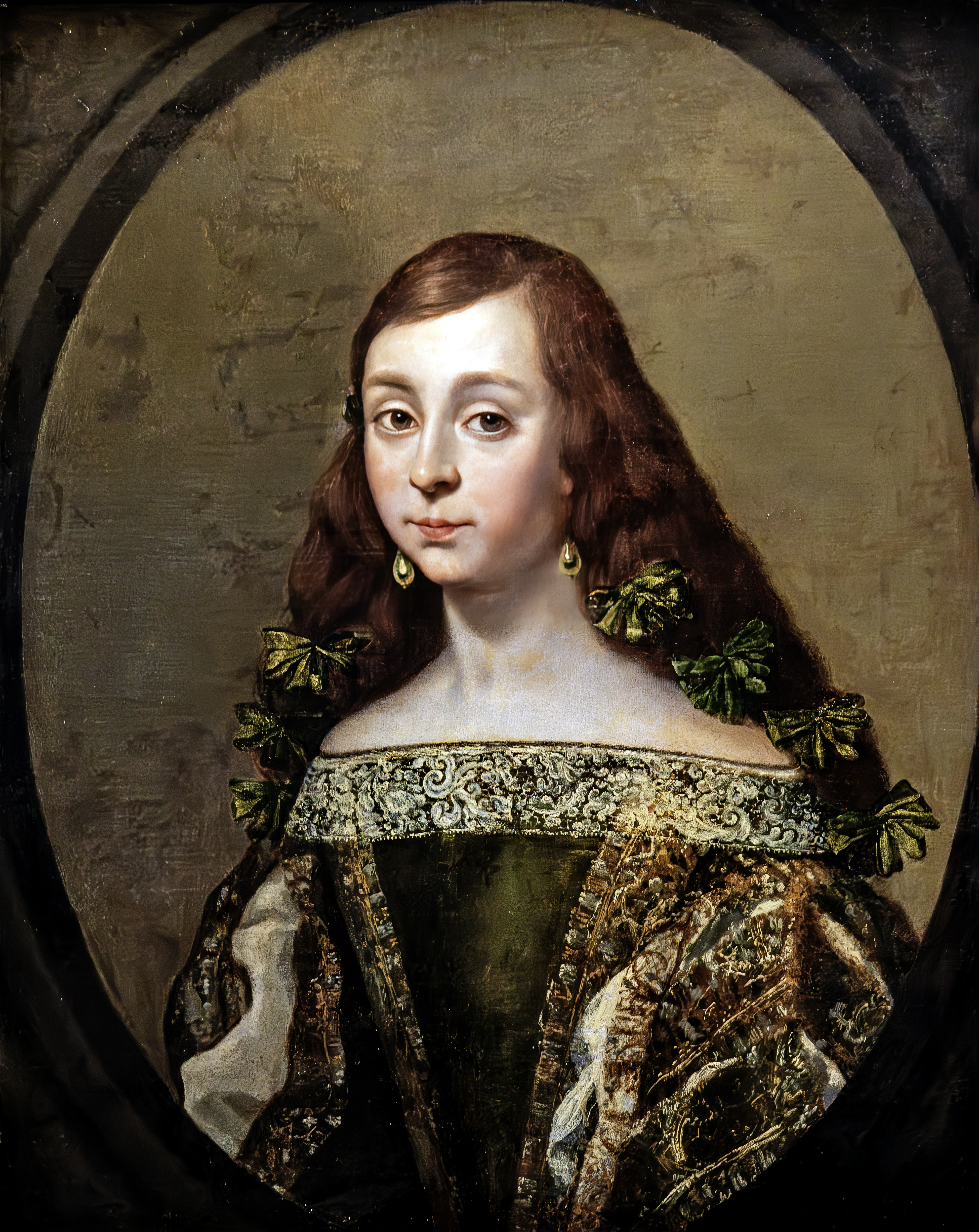
クラウディオ・コエーリョ『マドリードの少女の肖像』17世紀
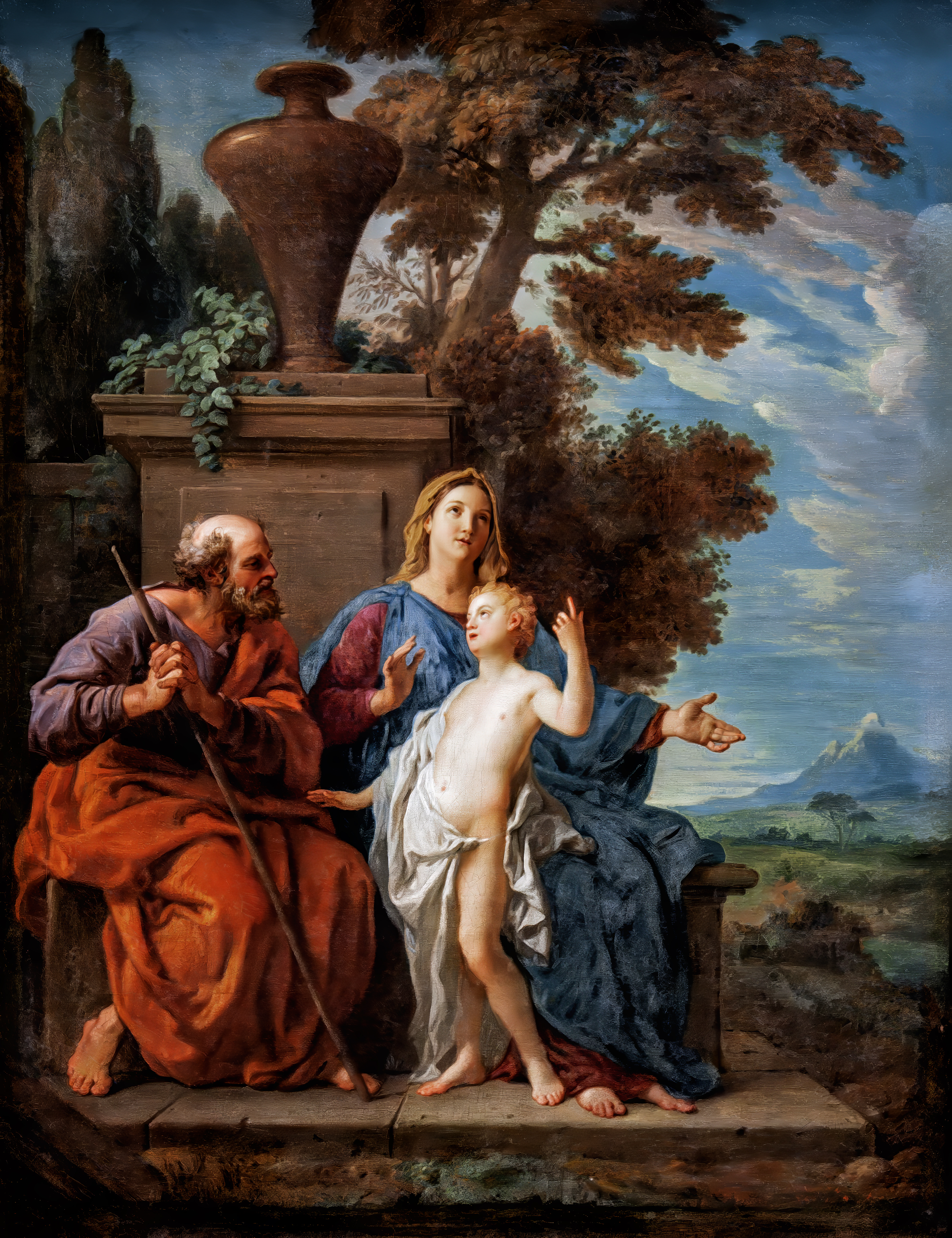
ミシェル＝アンジュ・ウアス『聖家族』1720年頃
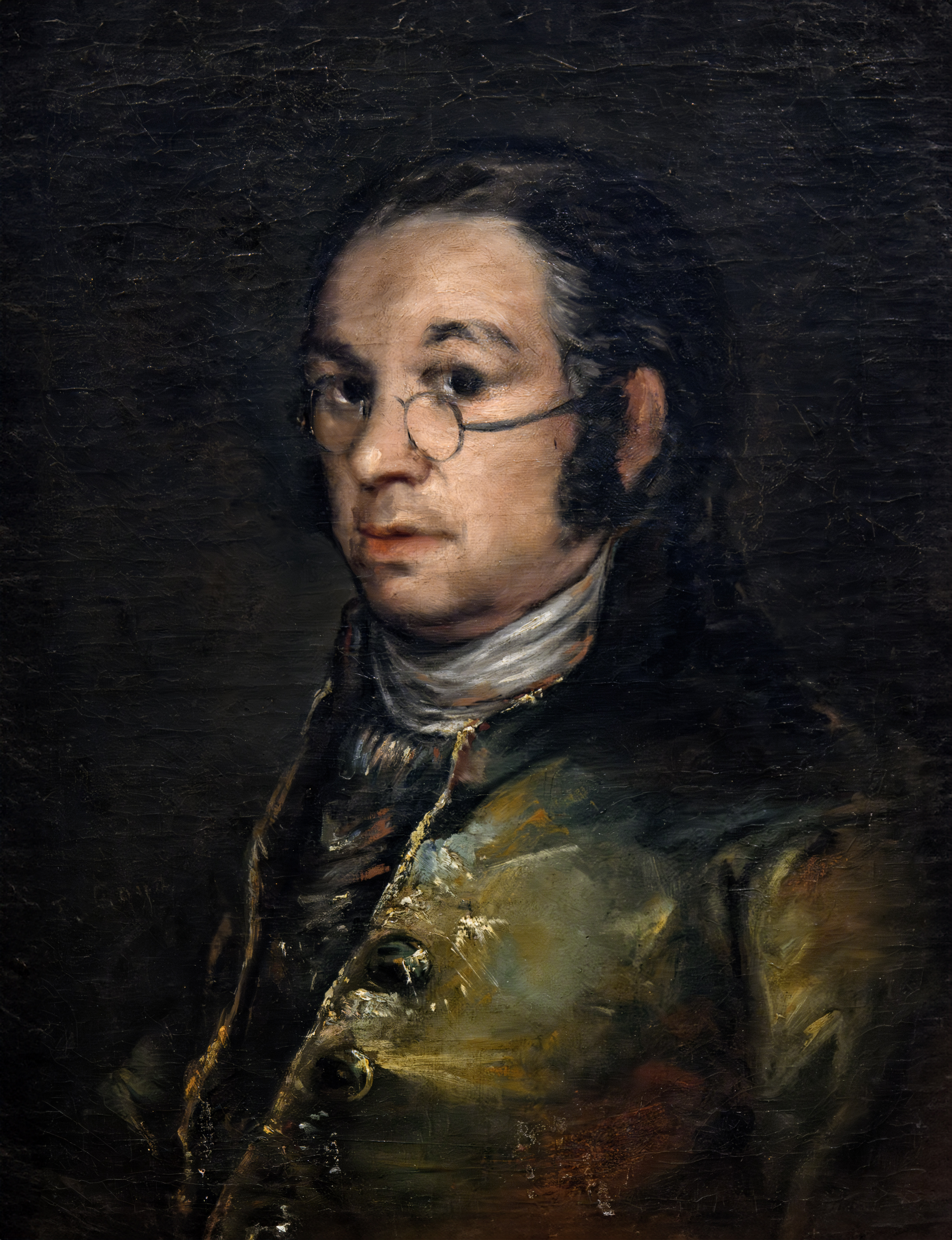
フランシスコ・デ・ゴヤ『眼鏡をかけた自画像』1800年頃
フランシスコ・デ・ゴヤ『王立フィリピン会社の総会』1815年
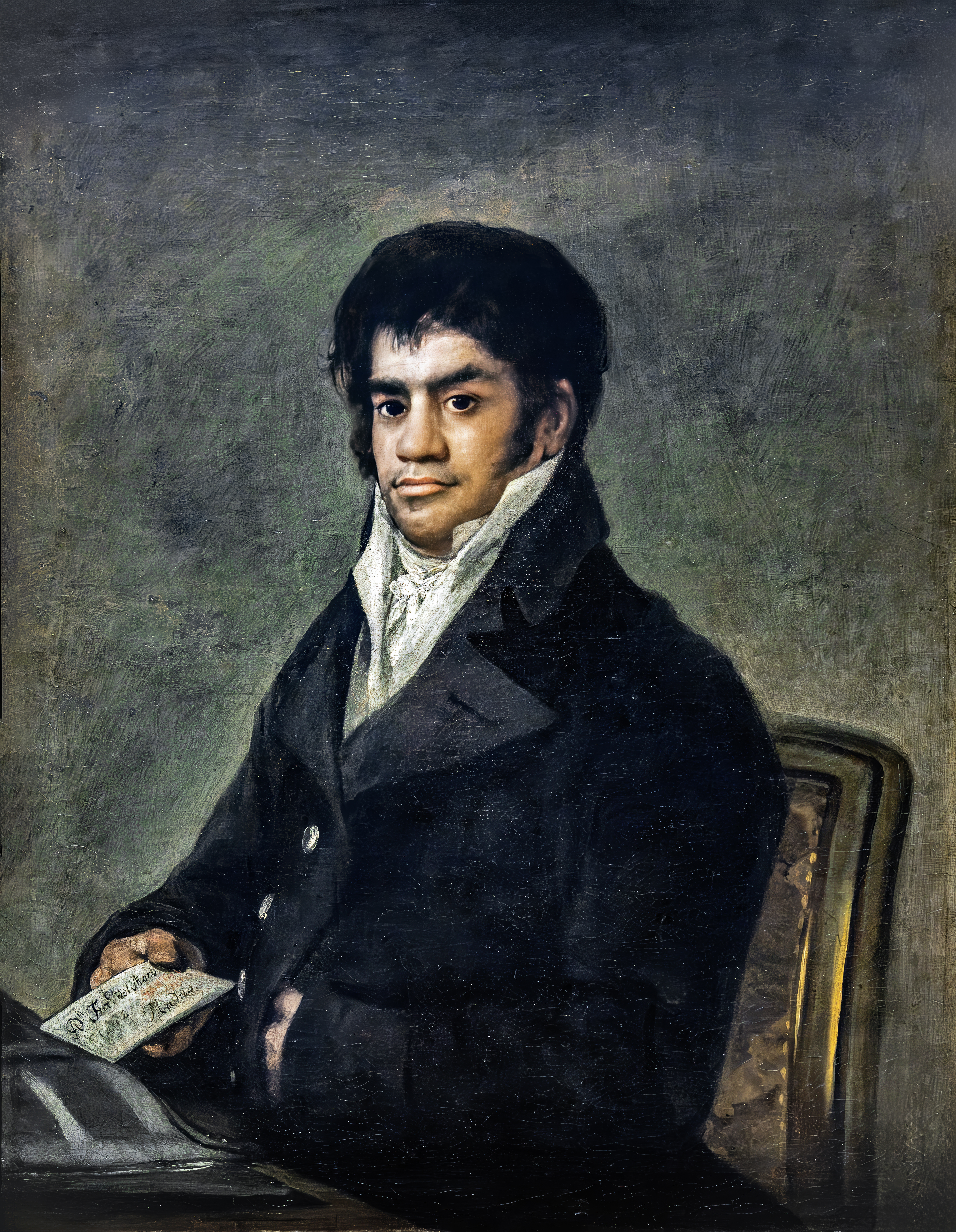
フランシスコ・デ・ゴヤ『フランシスコ・デル・マーソの肖像』1815年頃
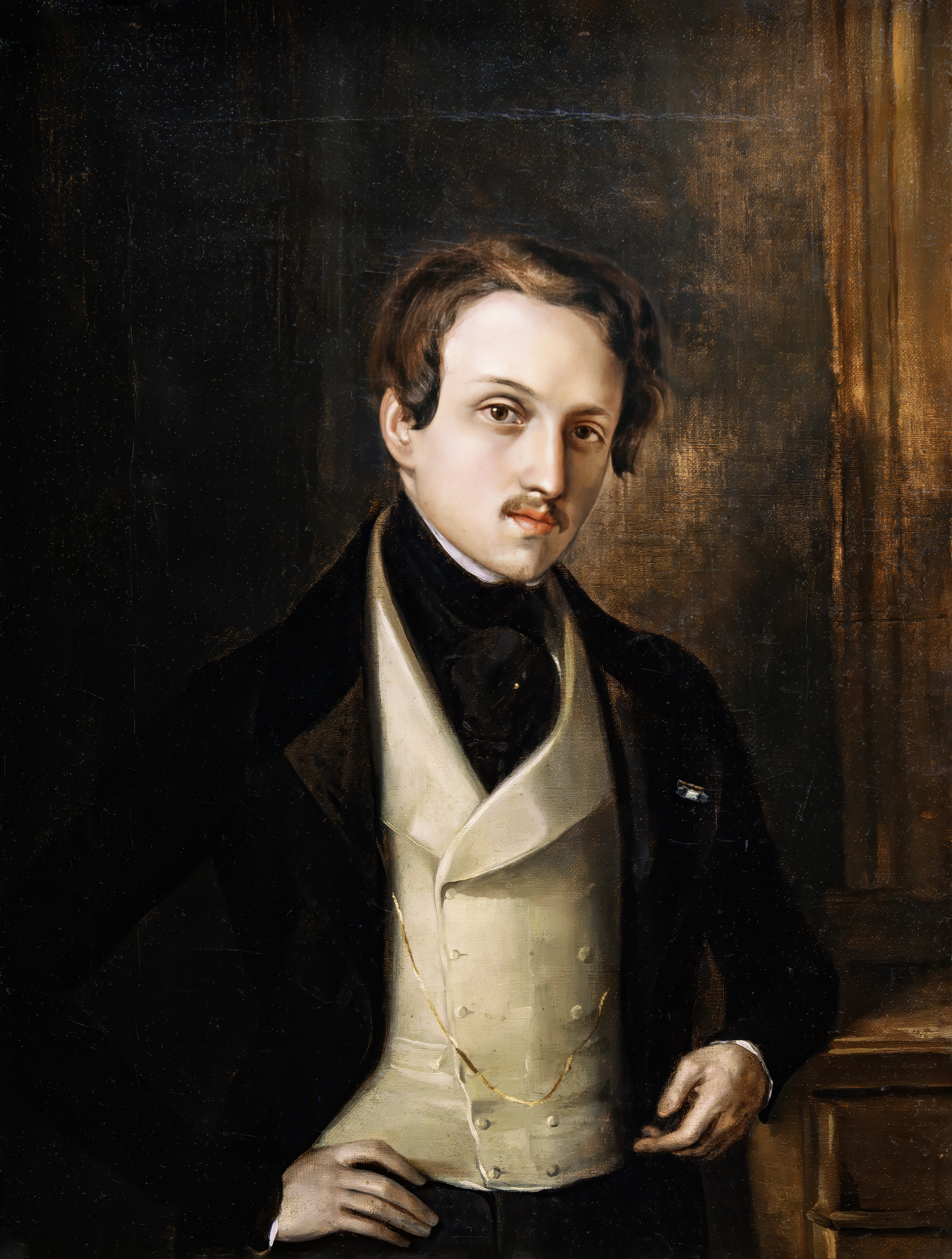
フェデリコ・デ・マドラーソ『自画像』1837年
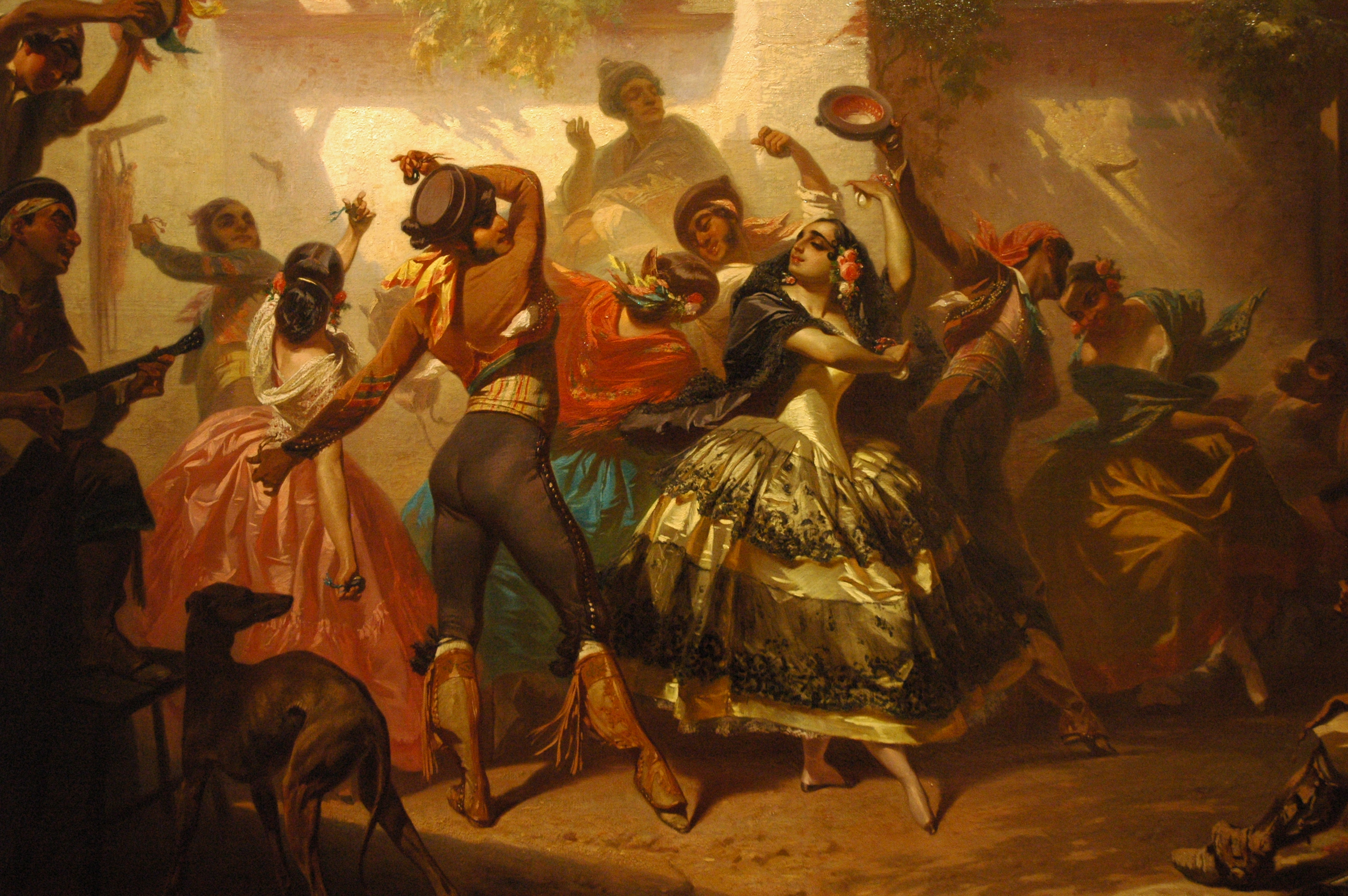
ウジェーヌ・ジロー『グラナダのポサダでの踊り』1852年
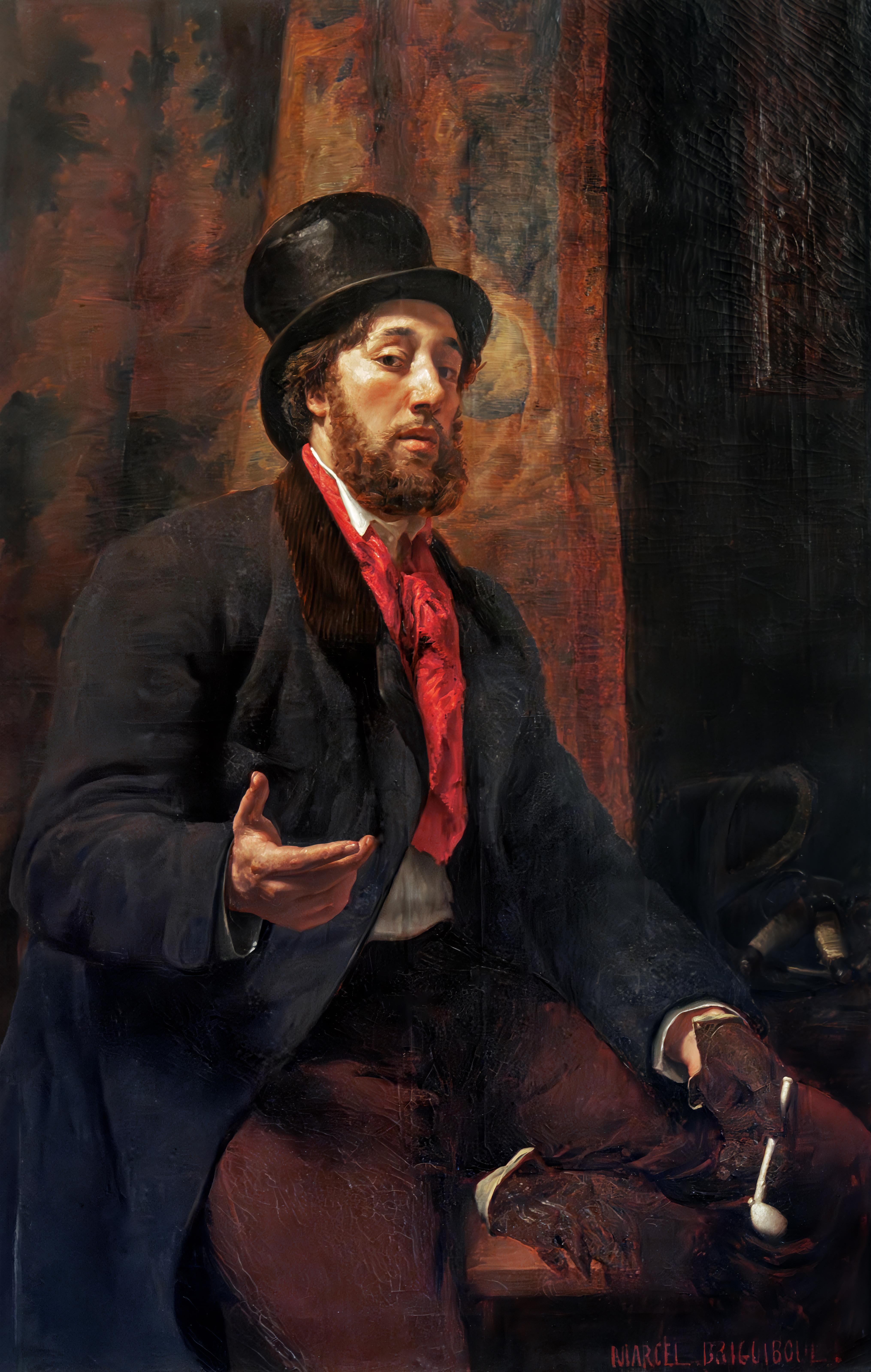
マルセル・ブリギブール『シルクハットとパイプを持つ自画像』1860年頃
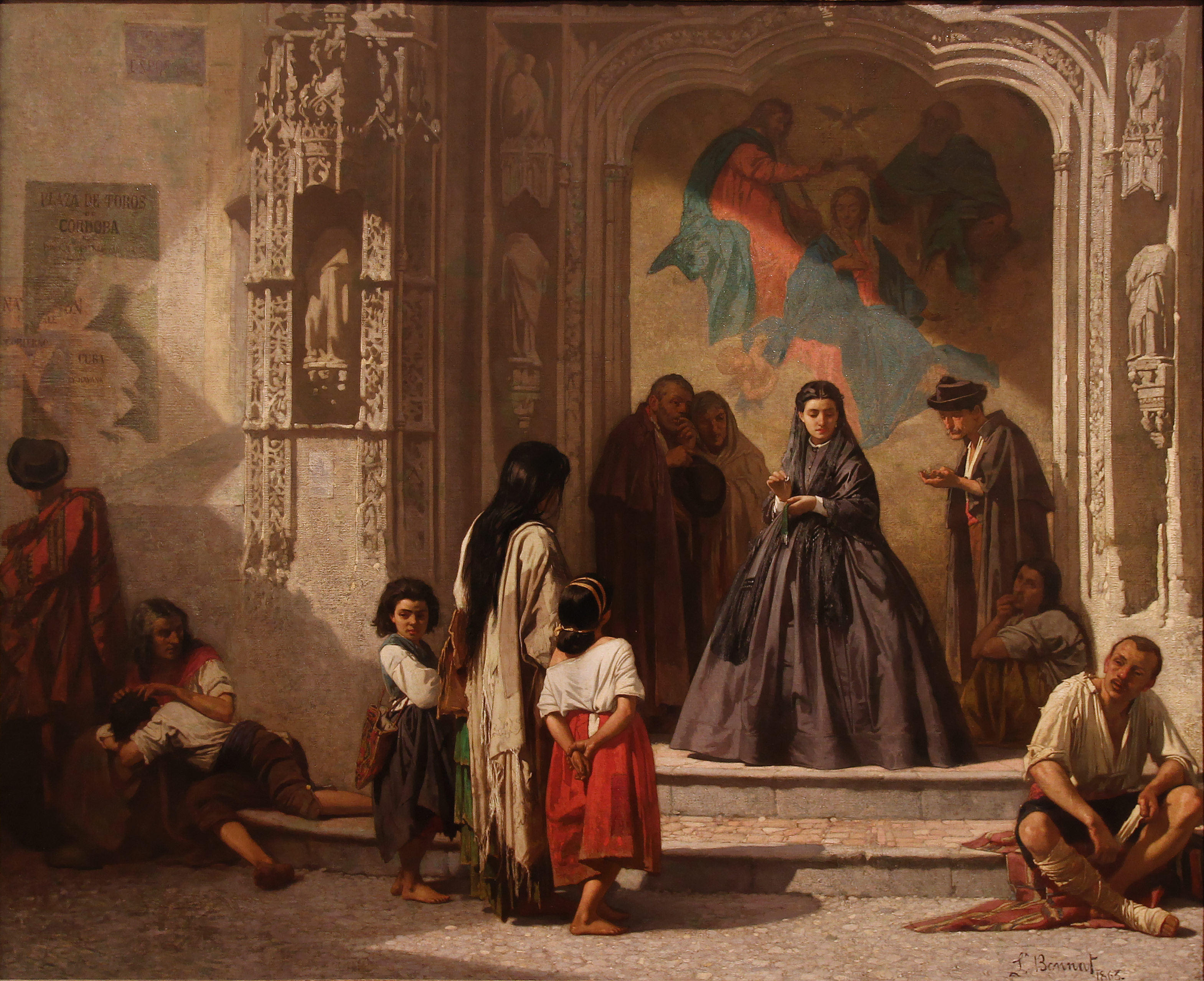
レオン・ボナ『コルドバの聖セバスティアヌス病院の礼拝堂の入り口で慈善活動を行う若い女性』1863年
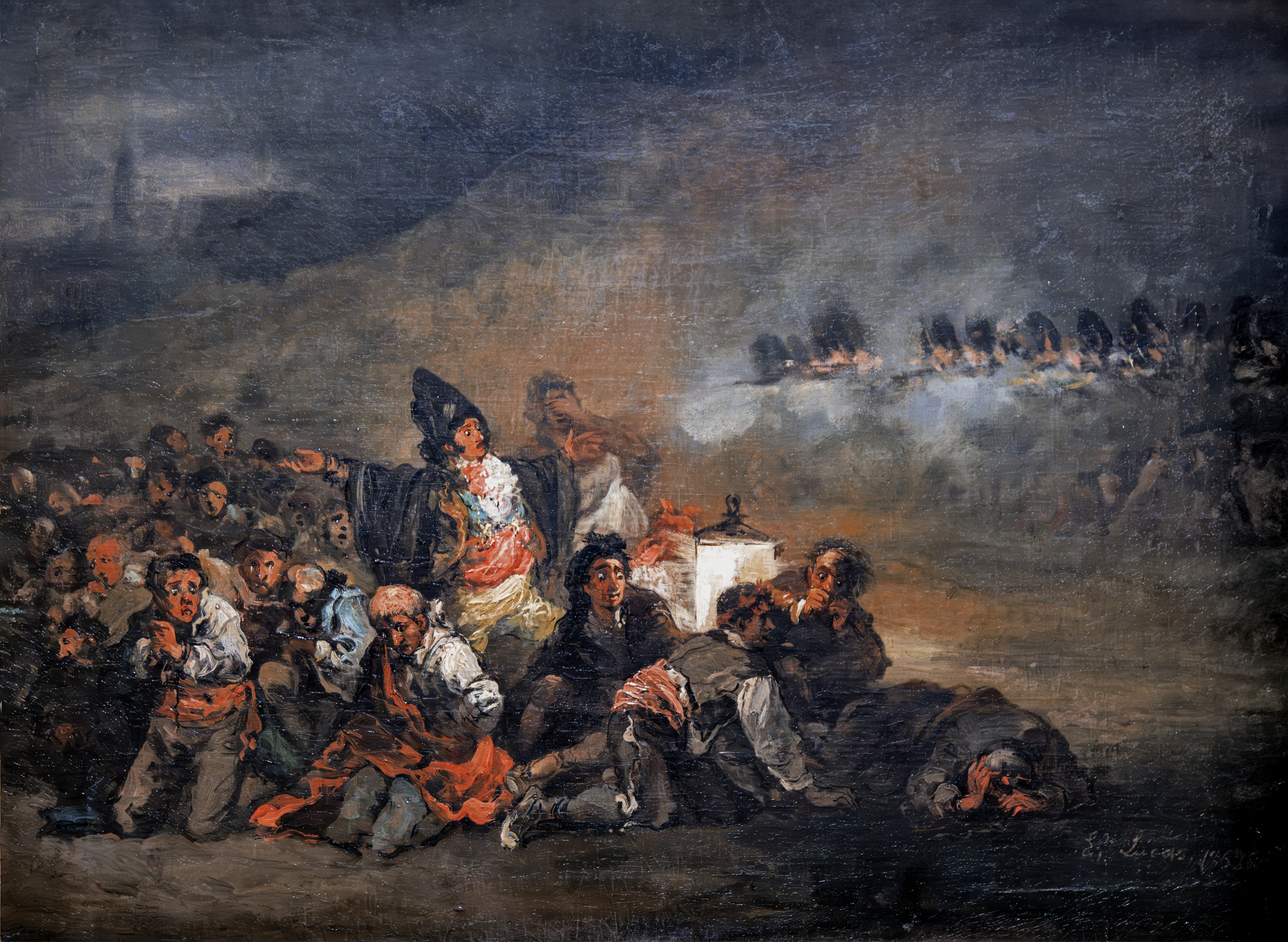
エウヘニオ・ルーカス・ベラスケス『銃撃』1869年